# جامعة رين
جامعة رين أو جامعة مدينة رين (بالفرنسية: L’université de Rennes) هي جامعة قديمة ترجع أصولها إلى جامعة بروتاني الدوقية القديمة (Université ducale de Bretagne) التي تأسست عام 1460 في نانت، ثم انتقلت إلى رين عام 1735. أخذت اسم جامعة رين وقت الاندماج المؤسسي للكليات الموجودة في رين عام 1896، وتم إلغاؤها خلال الانقسام عام 1969 بين جامعة رين الأولى وجامعة رين الثانية.
في وقت تأسيسها، كانت تضم أربع كليات: القانون والآداب والطب والعلوم، بالإضافة إلى العديد من المعاهد في مدن أخرى في بروتاني وبايي دو لا لوار. اعتبرت الجامعة بمثابة أساس لإنشاء العديد من الجامعات خلال الستينيات، ولا سيما جامعات نانت وأنجيه وجامعة بروتاني الغربية.
في عام 2017، أطلقت سبع مؤسسات للتعليم العالي في مدينة رين بما في ذلك جامعة رين الأولى وجامعة رين الثانية «مشروع جامعة رين» بهدف إنشاء جامعة كبرى للبحث والتدريب معترف بها دوليًا.

## تاريخ الجامعة

### تأسيس الجامعة في بروتانية

#### جامعة نانت

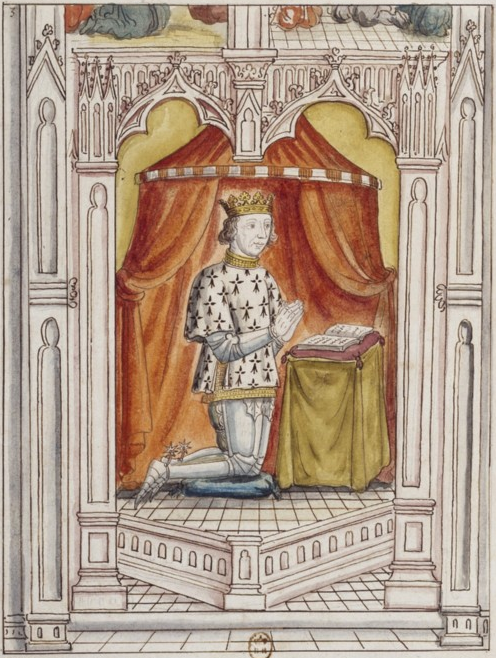
فرانسوا الثاني دوق بريتاني.

تأسست الجامعة بسبب مدرسة بروتاني والإرادة الدوقية، وقع تحرير ثلاثة مراسيم بابوية على يد البابا يوحنا الثالث والعشرون ومارتن الخامس ونقولا الخامس - على التوالي في 1414 و1424 و1449 – دون تطبيقها. كان طلاب بروتاني يمثلون ثاني أكبر عدد من الملتحقين في الجامعات الفرنسية في ذلك الوقت، بعد طلاب نورمان، وتم تنظيمهم في اتحادات طلابية. تأسست جامعة بروتاني على يد برتراند ميلون في 4 أبريل 1460، بمبادرة من الدوق فرانسوا الثاني ملك بروتاني، بمرسوم بابوي من البابا بيوس الثاني أُعطي في سيينا. جسد ذلك رغبة فرانسوا الثاني في تأكيد استقلاليته في مواجهة ملك فرنسا، بينما فتحت جامعات في ضواحي أنجيه عام 1432، وبواتييه عام 1432 وبوردو عام 1441. أنشأت الجامعة في شكل مدرج متعدد الاستعمالات: الآداب واللاهوت والقانون والطب. عدد الطلاب بين نهاية القرن الخامس عشر وخلال القرنين التاليين يُعتقد أنه وصل إلى ألف أو حتى 1,500 طالب حسب أعلى التقديرات.
جرت المحاولة الأولى لنقل جامعة نانت إلى مدينة رين في نهاية القرن السادس عشر. فقد سعى الملك هنري الرابع إلى معاقبة مدينة نانت، إحدى مدن التحالف الكاثوليكي، لدعمه دوق ميركور. تتلقى الجامعة بموجب براءة التمليك مؤرخة في 8 أغسطس 1589 أمر النقل إلى رين، المدينة التي ظلت وفية للنظام الملكي. ومع ذلك، لم يجري نقل المؤسسة بسبب نقص التمويل. يكرر خطاب براءة التمليك الجديد بتاريخ 5 سبتمبر 1591 أمر النقل هذا، ولكن مرة أخرى بدون تقديم طلب. أصلح خطاب براءة التمليك الأخير في أبريل 1598 الوضع بتأكيد إنشاء الجامعة في مدينة نانت.

#### الانتقال الجزئي إلى مدينة رين

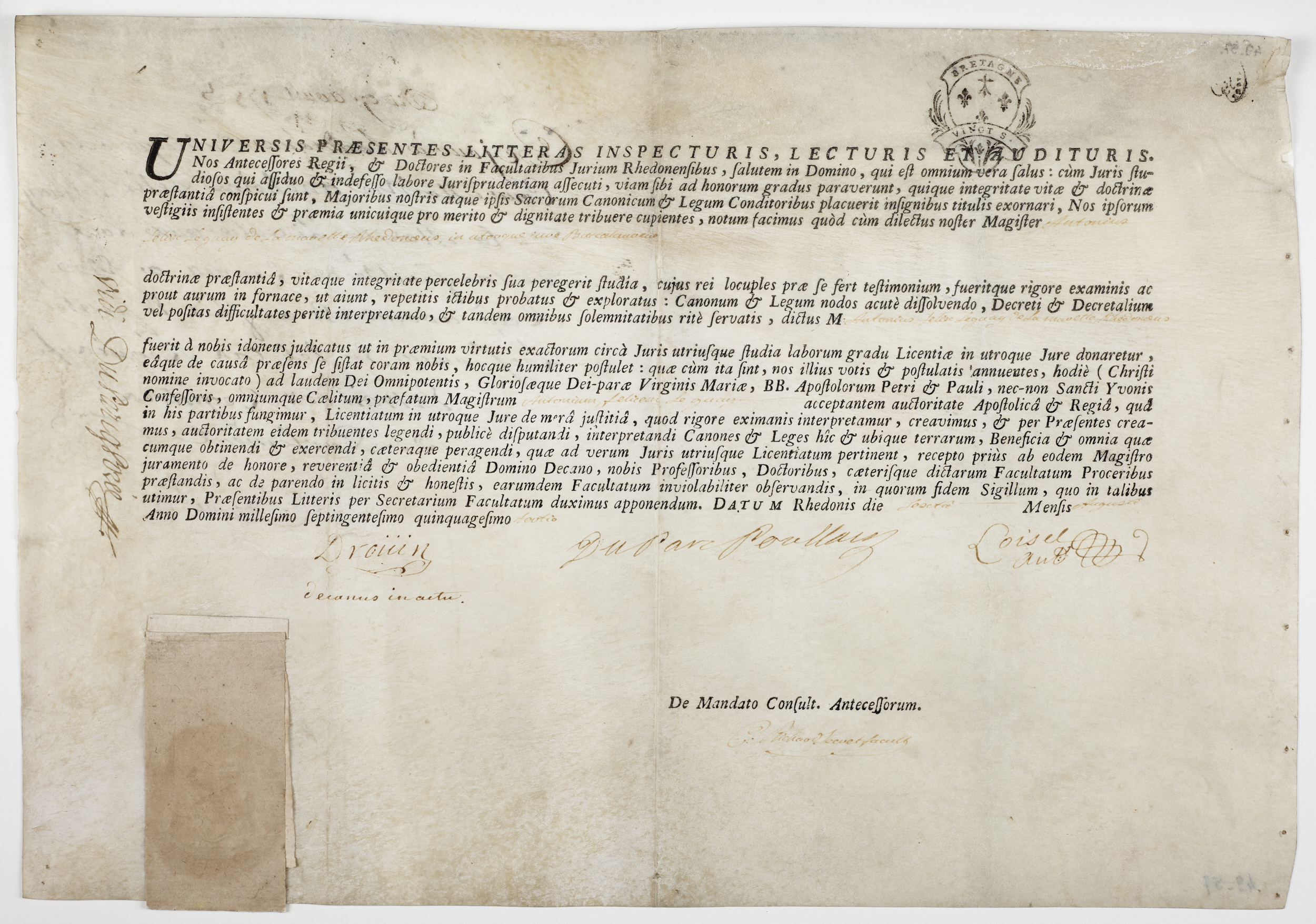
شهادة في القانون صادرة عن الجامعة عام 1753.

في بداية القرن الثامن عشر، دخلت الجامعة مرحلة الانحدار. كانت مدينة نانت موجهة بالكامل نحو التجارة ولا تهتم نخبها كثيرًا بهذه المؤسسة. في عام 1728، كتب عمدة نانت، جيرارد ميلييه، أن جامعة بروتاني ستكون في وضع أفضل «في رين، أرض الآداب، في نانت حيث يمكن للمرء أن يتنفس التجارة فقط». وبالتالي، تم نقل كلية الحقوق فعليًا إلى رين في عام 1735 حيث يوجد برلمان بروتاني بقرار من الملك لويس الخامس عشر. تم الافتتاح الرسمي في 11 يونيو 1736. تم الحفاظ على كليات الآداب واللاهوت والطب في نانت، لكن كليات الطب أنذاك كانت آخذة في التدهور، كما تقوضت كليات اللاهوت بتأثير الينسينية. عُقدت دروس القانون في رين أولاً في دار البلدية قبل نقلها عام 1753 إلى دير كورديليرس، ثم من عام 1762 وحتى حل الكليات في عام 1793 في كنيسة اليسوعيين بعد طردهم.
طرحت عدة أسئلة لاحقة حول نقل بقية الكليات من نانت إلى رين، ولا سيما في عام 1778. ومع ذلك، عارضت كليات نانت الثلاث بشدة هذا المشروع، مما يسلط الضوء على سوء معاملة كلية الحقوق بعد نقلها إلى رين، ولا يزال الوضع قائمًا بعد ذلك. تستمر مؤسسات المدينتين في الارتباط ببعضها البعض، وتدفع الجامعة جزءًا من الإيجارات التي تتلقاها لكلية رين. في عام 1789، يتعلق هذا التحويل الـ537 كتاب التي تمت إعارتها. كما تم افتتاح مدرسة جراحية في رين عام 1738، وتم إيواؤها في برج لو بات، وهو برج مهجور في أسوار المدينة.
يبدأ سؤال إنشاء الجامعة في الظهور من انعكاسات مؤسسات رين. أنتج برلمان بروتاني خطة لإصلاح التدريس في هيئة التدريس بعد طرد اليسوعيين عام 1762، ولكن دون أن يتحقق ذلك. ومسألة الجامعة موجودة أيضًا في دفاتر المظالم التي قدمهتا جامعة رين في حكم الدولة العامة سنة 1789. وبالتالي تطلب السلطة الثالثة خفض عدد الجامعات في فرنسا. وخفض عدد كليات الطب إلى ثلاث أو أربع كليات - بما في ذلك كلية في رين، وأن يتم كذلك خفض رؤساء كلية القانون اللاتيني إلى النصف، لصالح فتح كراسي القانون الفرنسي والقانون الطبيعي.
مثلت الثورة نهاية جامعات الحكم الأترافي. في عام 1793، أمر المؤتمر الوطني بقمع جميع الجامعات والكليات.

### الجامعة في القرن التاسع عشر

#### نمو وتوحيد الكليات في مدينة رين

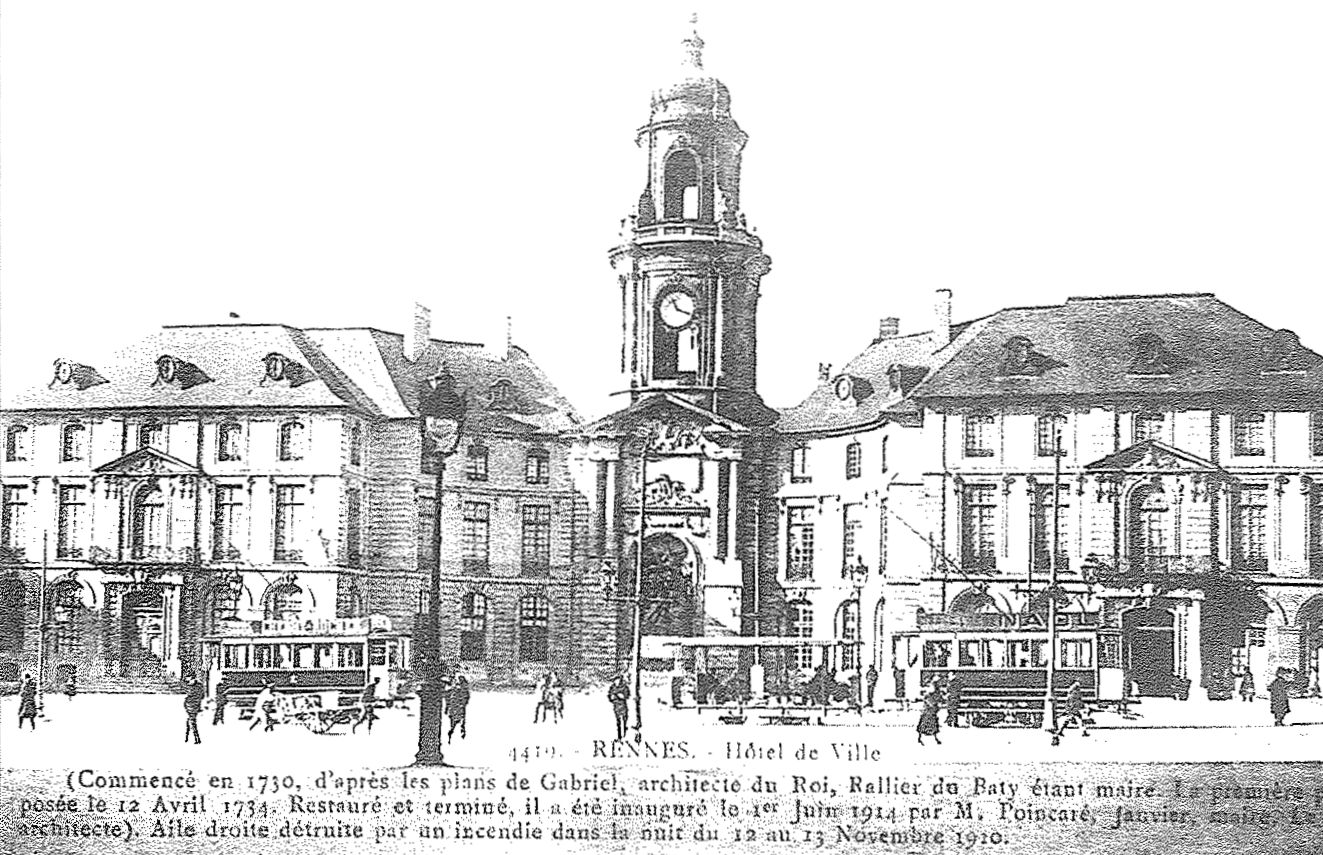
قاعة مدينة رين، والتي تضم في البداية كليتي القانون والعلوم

في عام 1806، أعاد نابليون بونابرت هيكلة نظام التعليم الفرنسي بأكمله لإنشاء الجامعة الإمبراطورية. بعد ذلك، تولت مدينة رين رئاسة الأكاديمية، ومن ثم يتم منحها كلية الحقوق وكلية الآداب. تم نسيان نانت بموجب هذا المرسوم، ولن تشهد إعادة فتح جامعة على أراضيها إلا بعد مرسوم صادر في 29 ديسمبر 1961.
أعيد افتتاح كلية الحقوق عام 1802 ووصلت إلى رتبة هيئة تدريس عام 1808. تعقد الدورات في قاعة الاجتماعات الحالية بقاعة المحكمة. من 1803 إلى 1810، أعطي التدريس السريري في مبنى الملحق بدير سانت إيف السابق، في حين تم تجميع دروس التشريح في المباني المدرسية للقانون السابق، في شارع تولييه، كما هو معروف اليوم، قبل أن يُنقل إلى البرج الجنوبي من كاتدرائية القديس بيار.
كما تم إنشاء كلية الآداب سريعة الزوال في عام 1810. تم إغلاق هذا من خلال الاستعراش  بموجب مرسوم صادر في 31 أكتوبر 1815، وفي عام 1817 تم استبدال لجنة امتحان البكالوريا كما تم التخطيط لملكيتين أخريين، إحداهما للعلوم والأخرى لاهوتية، لكنها لم تطبق. لم يتم إعادة افتتاح كلية الآداب حتى عام 1839 مع ملكية يوليو ثم كان لها خمسة أقسام (الأدب الفرنسي والأدب القديم والأدب الأجنبي والتاريخ والفلسفة).
تم إنشاء كلية علوم بعد عام من كلية الآداب في عام 1840 وضمت أيضًا خمسة أقسام (الرياضيات والفيزياء والكيمياء وعلم الحيوان وعلم النبات والجيولوجيا وعلم المعادن). انتقلت كلية الطب، التي تم إنشاؤها في عهد الإمبراطورية، إلى المدرسة الثانوية في عام 1820 ثم إلى مدرسة الخدمة الكاملة في عام 1895.
ظلت هذه الكليات الثلاث وكلية الطب بدون ارتباط مؤسسي بينها حتى إنشاء مجلس الكلية في عام 1885. في عام 1896، أخذت اسم جامعة رين أثناء إصلاح الكليات بعد تطبيق القانون رقم 10. كانت الجامعة آنذاك واحدة من ست عشرة جامعة في فرنسا في ذلك الوقت، والوحيدة في الغرب باستثناء جامعتي كاين وبواتييه. في عام 1904، ضمت الجامعة 1,236 طالبًا، فاحتلت بذلك المرتبة الخامسة بين جامعات المحافظات. مجموعة كتب مكتبتها الجامعية، التي كانت بالفعل واحدة من أهم خمس مجموعات فرنسية خارج باريس في منتصف القرن التاسع عشر، بلغت أكثر من 21,000 مجلد في عام 1890.

#### ازدهار في البناء والإزالة

إنشاء كليات وسط مدينة رين في منتصف القرن التاسع عشر.

وقعت كليات العلوم والقانون والآداب وكذلك كلية الطب في البداية في الجناح الشمالي لمبنى بلدية رين (الرئاسة السابقة). احتلت كلية الحقوق الطابق الأرضي، وكلية العلوم في الطابق الأول، وكلية العلوم الإنسانية عدة غرف أخرى، وكلية الطب في الغرفة المعروفة باسم المصلى، وتقع تحت برج الساعة.
انتقلوا إلى مبنى مخصص جديد في عام 1856. من منتصف القرن التاسع عشر، ولد مشروع قصر الجامعة في رصيف إميل زولا (Émile Zola). تم استبدال المشاريع الأولى المصممة لتصميم هذا المبنى، في عام 1838، من قبل المهندس المعماري للمدينة، تشارلز ميلارديت، بخطط فينسينت بولي، الذي خلفه في عام 1846. بدأ العمل الممول من الدولة والمدينة والدائرة عام 1847 وانتهى عام 1855 بافتتاح المبنى. من عام 1856، أدار جان بابتيست مارتينوت أعمال التطوير المتتالية للمبنى (تسقيف زجاجي للفناء الداخلي في عام 1860). تم بناء مدرج لكلية الحقوق في عام 1881، ثم في عام 1888 تم تجهيز غرفة اجتماعات لكلية الآداب.
استدعى صغر حجم المبنى وخطر قرب المختبرات والمجموعات المختلفة المخزنة تحت نفس السقف إلى تشييد مبانٍ جديدة. مُنحت كلية العلوم مبنى جديد خاص بها مقابل قصر الجامعة. بدأ العمل في عام 1888 وانتهى عام 1895. تبعتها كلية الطب عام 1911 وافتتحها وزير التعليم العام في ذلك الوقت. تشغل المباني المدرسية الجديدة، حيث يوجد لكل معلم جناح خاص به، أراضي لا باربوتيير، بين شارع دوبون دي لوج وشارع لينيك ولا فيلان. كما تم نقل كليات الحقوق والآداب في الأسقفية القديمة المجاورة لكنيسة سانت ميلين الأولى، والمدرسة الإكليريكية الرئيسية الثانية. في عام 1910، انتقل جزء من تدريس علم النبات في كلية العلوم إلى جانب كلية الآداب، ولا سيما مع أرض واسعة مجهزة بالدفيئات الزراعية. وكان الرابط الموجود بين الكليات المختلفة إداريًا فقط.

#### مشاريع إنشاء الجامعة
شهدت فرنسا العديد من مشاريع الدساتير الجامعية خلال القرن التاسع عشر، وأُشير باستمرار إلى مدينة رين لاستضافة مثل هذا المبنى.
أول مشروع رأى النور بمرسوم بيير بول روير كولارد (Pierre-Paul Royer-Collard) في 17 فبراير 1815، الذي عمل خلال الترميم الأول بأوامر من وزير الداخلية في ذلك الوقت، دوق مونتسكيو فيزينساك (duc de Montesquiou-Fézensac). كان الهدف إصلاح النظام الجامعي ككل، من خلال إنشاء 17 جامعة، لكل منها إدارتها الخاصة، واتخاذ اسم عاصمتها. أدت مائة يوم وعودة نابليون بونابرت لتعليق تطبيق هذا المرسوم. رأى الاقتراح الثاني النور في بداية حكومة يوليو بمشروع من قبل فرانسوا جيزو، المتعاون السابق مع روي كولار (Royer-Collard) أثناء صياغة مرسوم 17 فبراير 1815. انطلاقاً من روح اللامركزية السياسية، تهدف إلى إنشاء مراكز جامعية خارج باريس «كاملة وقوية بما فيه الكفاية». وهكذا تم اقتراح أربع مدن لاستضافة هذه الجامعات: تولوز ومونبلييه وستراسبورغ ورين. لم يتم تطبيق الفكرة، لكن انتقاد تركيز الطلاب في باريس تم تبنيه في عام 1836 من قبل نائب لوار السفلى بول فرانسوا دوبوا. في عام 1840، تبنى فكتور كوزان، وزير التعليم العام آنذاك، فكرة تقليص عدد الجامعات الكاملة، واقترح البدء في بنائها بدءًا من بروتاني. اقترح افتتاح كلية للطب وكلية للعلوم في رين لإنشاء هذه الجامعة في بروتاني. جرت الموافقة على افتتاح كلية العلوم من الغرفة، ولكن أُجل افتتاح كلية الطب إلى الجلسة التالية. لكن تم استبدال ابن عمه في هذه الأثناء، وتم التخلي عن المشروع.
جلبت عودة الجمهورية في عام 1870 نصيبها من مشروع إعادة بناء الجامعة، وكانت رين قلقًة مرة أخرى من هذه الأمور. بول عرض مشروع قانون إنشاء خمس جامعات في فرنسا في 2 دجنبر 1873. خُطط لنقل كليات رين إلى نانت لفتح جامعة هناك. تولى هذا المشروع ويليام هنري وادينجتون، وزير التعليم العام آنذاك، والذي كان سيقدم في عام 1875 مشروعًا يتعلق بالتعليم العالي. تحتفظ رين بكلياتها هناك، وستصبح مقرًا لإحدى الجامعات السبع المخطط لها. كما يجب أن تولي إدارة كليات بواتييه، وكذلك مختلف كليات الطب في نانت، انجيه، ليموج، جولات، وبواتييه. لم يقدم المشروع للغرفة بسبب أزمة برلمانية.

#### معارضة بناء الجامعة

##### التنافس بين مدينتي رين ونانت
واصل المنتخبون من مدينتي رين ونانت في القرن التاسع عشر معارضة بناء المدارس ثم بناء الكلية.
وبالتالي فإن التنافس بين هاتين المدينتين يتعلق بإنشاء كلية الطب في رين. اقتضى مشروع 1840 لوزير التربية والتعليم فيكتور كوزين إنشاء كلية علوم في هذه المدينة، وكذلك لتحويل كلية الطب هناك إلى كلية طبية. يلاقي مشروع إنشاء هذه الكلية الأخيرة معارضة مدن المنطقة التي يوجد بها أيضًا كلية للطب، بدءًا من نانت، والتي ترى في هذا المشروع خطرًا على مدارسها. يقود بول فرانسوا دوبوا، عضو المجلس الملكي للتعليم العام ونائب لوار - أدنى، المعارضة لهذا المشروع في الغرفة. ونجح في تأجيل التصويت على إنشاء هذه الكلية عدة مرات، ثم اضطر الوزير إلى تأجيل إنشائها إلى الدورة النيابية التالية. تم التخلي عن المشروع عندما تم استبدال ابن عمه في الوزارة.
حاولت مدينة نانت أيضًا استعادة الكليات الموجودة في رين لمصلحتها الخاصة عند صياغة خطط لإنشاء جامعات كاملة. ينتهز بول فرانسوا دوبوا، الذي يدافع أيضًا عن مبدأ الجامعات الكاملة ضد مبدأ الكليات المعزولة ، الفرصة لمحاولة نقل الكليات إلى رين. قدم بول بيرت لاحقًا في مشروع 2 دحنبر 1873 لإزالة الكليات الموجودة في رين لفتح جامعة في نانت.

##### معارضة الكنيسة
عارضت الكنيسة المسيحية أيضًا جامعة رين. من سنوات الأربعينيات في القرن التاسع عشر (1840) وصل إلى رين بصفته أسقف، غودفروي بروساي سانت مارك (Godefroy Brossay Saint-Marc)، وقالت الكنيسة أنها تطبق إستراتيجية مزدوجة لإحباط تطوير كليات، من خلال فتح المؤسسات التعليمية مقابل الجامعة، وخلال العمل داخل الجسم التدريس لصالح الشعب مواتية لتأثير الكنيسة فيها.
العميد لويس أنطوان ديفلهوا (Louis-Antoine Dufilhol) اشتكى في مناسبات عدة في وقت التجسس التي نفذت في رين من قبل المناصر للسلطة التشريعية الأسقف، عبر مدير الكلية الملكية، وعبر فاران، عميد كلية الآداب. حاول جوديفروي بروسي سان مارك مرة أخرى دون جدوى، أن يعين في عام 1842 أستاذًا مؤيدًا لمذاهب الكنيسة ليحل محل البروفيسور زيفور. ومع ذلك، فقد نجح في تعيين البروفيسور مارتن في عام 1844 عميدًا لكلية الآداب، بعد فارين. تم استبدال رئيس الجامعة دوفيلهول في عام 1847 بعد تدخلات متكررة من الكنيسة مع وزير وأستاذ جامعة نارسيس أشيل دي سالفاندي.
كما تم إنشاء مؤسسات تعليمية كاثوليكية «دائرة الدراسات» وهي بمثابة فصول تحضيرية، وتتنافس مع تعاليم أساتذة الكلية الملكية. يضاف إلى ذلك إنشاء معاشات تقاعدية من المقرر أن تجتذب أسعارها المرتفعة أبناء العائلات المؤثرة.

### الجامعة في القرن العشرين

#### الجامعة في سنوات ما بين الحربين

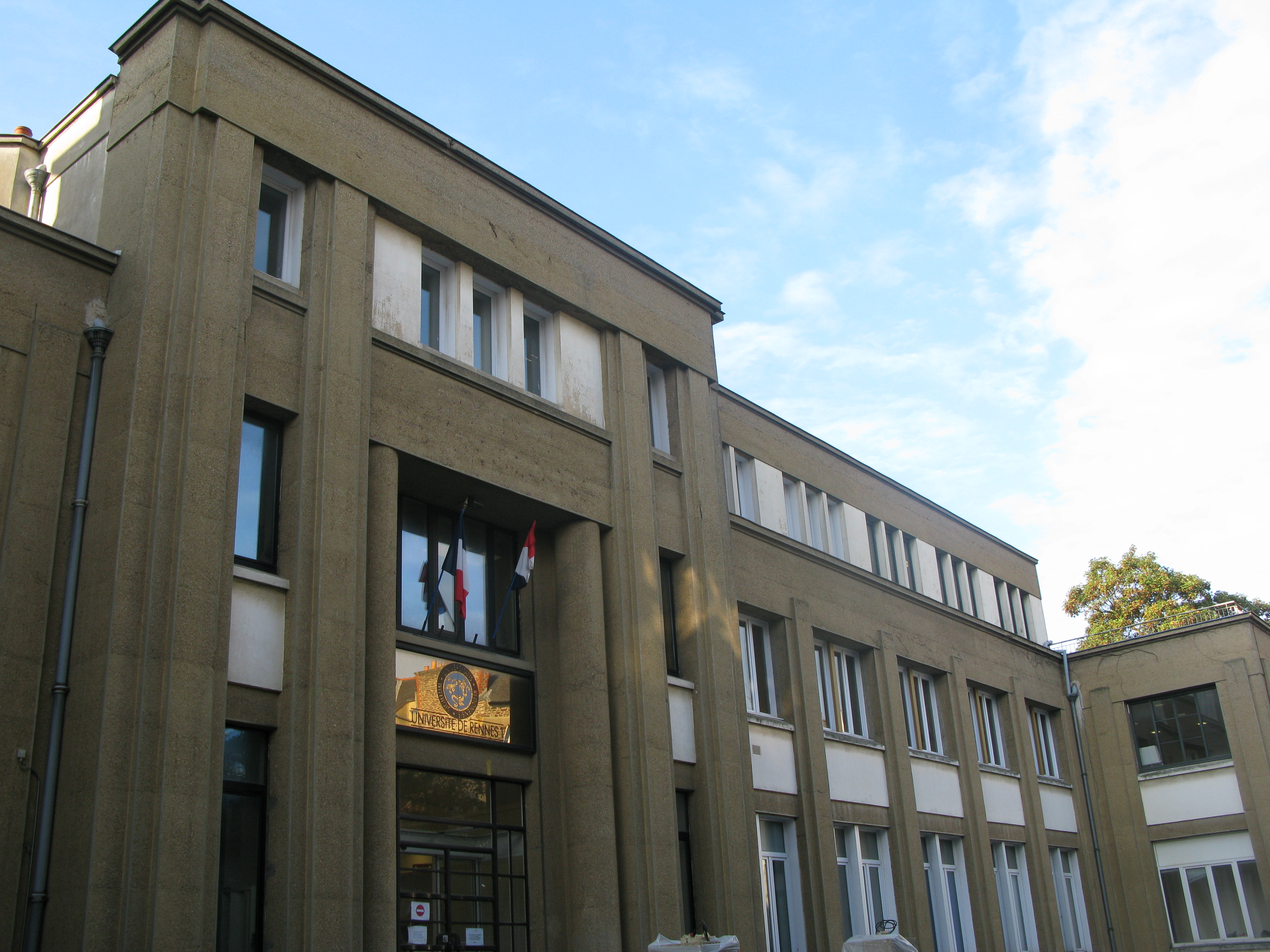
مبنى معهد الجيولوجيا.

أنشأت الجامعة معهدًا للجيولوجيا في الثلاثينيات لإيواء مجموعاتها. قدم إيف ميلون (Yves Milon)، عمدة رين المستقبلي والذي شغل بعد ذلك كرسي الجيولوجيا، المشروع إلى رئيس الجامعة جورج ديفي في عام 1932. بدأ العمل في 27 يونيو 1935. في 28 أكتوبر 1937، تم الاستيلاء على المبنى، ولكن لم يتم افتتاحه رسميًا إلا بعد الحرب في 15 مايو 1947من قبل مارسيل-إدموند نايجلين (Marcel-Edmond Naegelen)، وزير التربية الوطنية. شهد مشروع معهد علم النبات أيضًا ضوء النهار في عام 1939 بين معهد الجيولوجيا وحديقة ثابور، ولكن لم يتم تنفيذه. في عام 1939، بلغ عدد الطلاب أنذاك 3,651.
مع اندلاع الحرب العالمية الثانية، ووصول القوات الألمانية إلى المدينة، تعطلت أنشطة الجامعة. يتم الاستيلاء على مباني كلية الحقوق من قبل المحتل، ووجب على الطلاب أخذ دوراتهم في المتحف أو في غرف كلية الطب.[بحاجة لمصدر] تضرر قصر الجامعة الذي كان يضم بعض المجموعات في إطار المتحف خلال ليلة 3 إلى 4 أغسطس 1944، ثم تم تفريقها. كما تم تدمير مباني كلية الطب جزئيًا بسبب القصف في عام 1944، ولم يتم إعادة بنائها حتى الخمسينيات من القرن الماضي.
كما تم بناء مساكن الطلاب. ناشد رئيس الأكاديمية في عام 1928 أقسام الأكاديمية لتمويل هذا المشروع في رين، لكن بعضها كان لديه بالفعل مؤسسات للتعليم العالي على أراضيهم، مثل أنجيه مع الجامعة الكاثوليكية في الغرب أو نانت مع امتدادات الجامعة، وأقسام أخرى مثل موربيهان وفنستير قد شاركت بالفعل في تمويل المدينة الجامعية في باريس. في 4 أكتوبر 1931 أقيمت مراسم وضع حجر الأساس لمنزل الطلاب. كان الطلاب من الأقلية في كليات ومدارس رين، باستثناء كلية الآداب حيث يمثلون ما يقرب من 50 بالمائة من القوة العاملة في ذلك الوقت. كما تم بناء مساكن للطلاب الذكور في نفس الوقت. تم توقيع الفسيفساء في هذين المبنيين من قبل إزيدور أدوريكو (Isidore Odorico).
تطورت الجامعة أيضًا في نانت حيث وقع فتح الملحقات. في عام 1922، تولت الجامعة مسؤولية معهد البوليتكنيك في الغرب، وهي مدرسة هندسة افتتحت قبل بضع سنوات من قبل بلدية نانت. في العام نفسه، افتتحت كليات رين معهدين، معهد العلوم الطبيعية الملحق بكلية العلوم، ومعهد الآداب الملحق بكلية الآداب. كان هؤلاء مسؤولون عن التدريس التمهيدي بهدف الحصول على دبلومات يتم الانتهاء منها في رين، أو التحضير للامتحانات التنافسية مثل امتحانات الدخول إلى المدرسة العليا العليا.

#### الجامعة في فترة ما بعد الحرب
تميزت فترة ما بعد الحرب بتطور العديد من الهياكل داخل الجامعة. في عام 1945، أدى اندماج كلية العلوم ومعهد البوليتكنيك في الغرب (Institut polytechnique de l'Ouest) إلى نشأة معهد الكيمياء بجامعة رين (Institut de chimie de l'Université de Rennes). في عام 1954، أصبحت كلية الطب والصيدلة مسماة كلية الطب والتحقت بالجامعة. تم إنشاء العام التالي على يد جان كرييه (Jane Krier) معهد إدارة الأعمال. حتى عام 1969، تضمنت جامعة رين أربع كليات: كلية القانون، وكلية الأدب، وكلية العلم، وكلية الطب.
عام 1961 بسبب عمر الجامعة البالغ 500 سنة، جرى تنظيم الاحتفالات في نانت في 15 يونيو وفي رين في 16 يونيو. قام وزير التعليم الوطني لوسيان باي برحلة إلى هاتين المدينتين لهذه المناسبة. في رين، التقى رئيس البلدية في ذلك الوقت، هنري فريفيل. ألاسلت ثلاث عشرة جامعة فرنسية وأربع جامعات أجنبية (جامعة أبردين وجامعة بازل وجامعة إكستر وجامعة لوفان) رسائل بهذه المناسبة.
كانت الزيادة في عدد الطلاب سريعة. في عام 1948 كان عدد الطلاب 5,638 ، وفي عام 1949 بلغ عدد الطلاب 5,982 ، وفي عام 1958 كان عدد الطلاب 9,950. تم تجاوز الـ10,000 طالب في عام 1959. في عام 1965، وصل العدد لحوالي 19,000 طالب. أجبر هذا الوضع الجامعة على التكيف وإيجاد الحلول في رين والمدن الأخرى.

##### صعود حرم رين الجديد

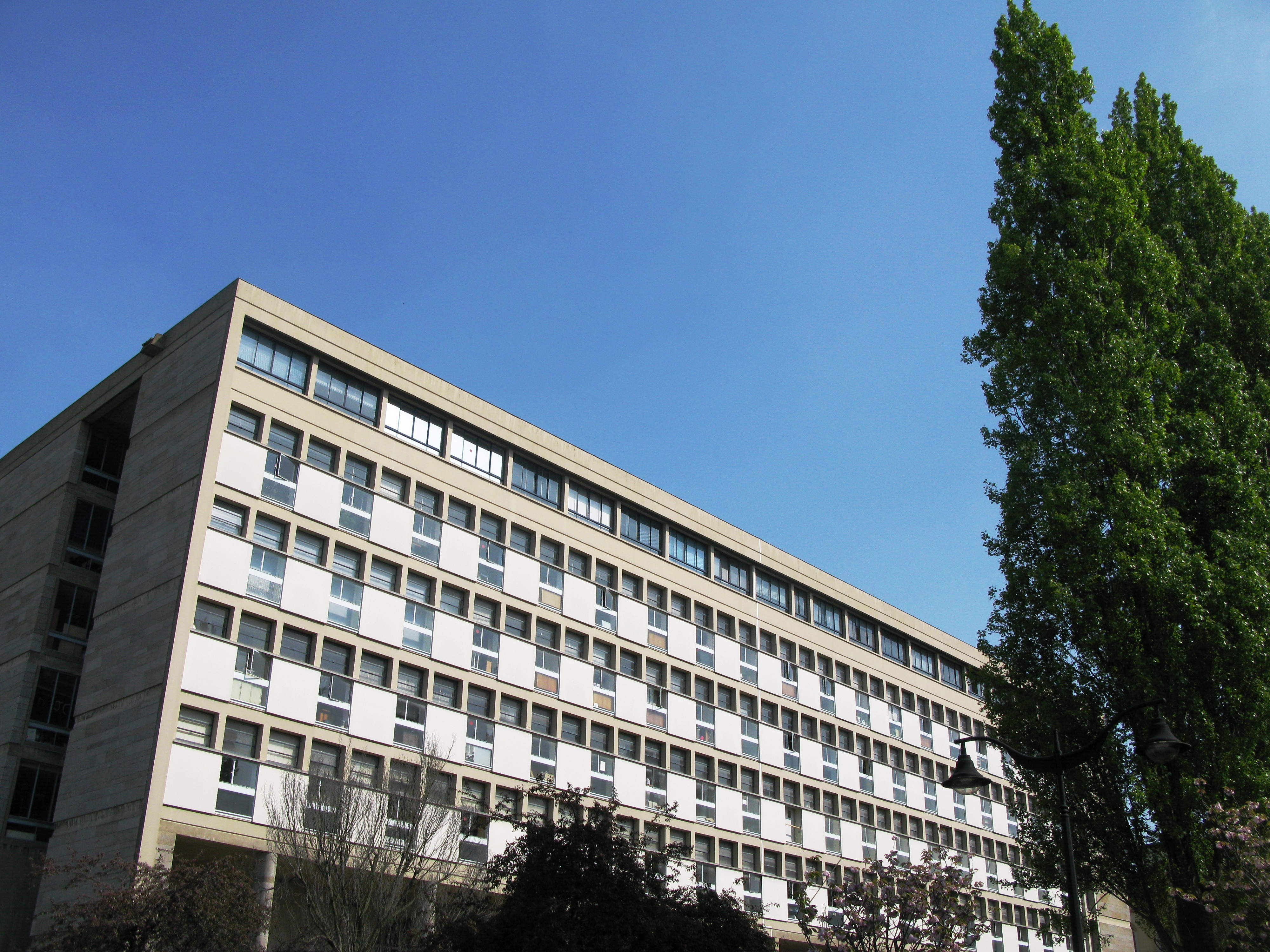
مباني كلية الحقوق التي تم إنشاؤها عام 1961.

منذ التحرير، كان عميد أكاديمية رين يخطط للجمع بين كليات رين الثلاثة ومدرسة الطب والصيدلة في نفس الموقع، في مكان يُدعى فيليجان (Villejean). في عام 1950، عندما بدأت البلدية في تطوير مقاطعة فيليجان، تصورتها كمنطقة مخصصة لتطوير الجامعة. تطلبت الزيادة في عدد الطلاب في هذا الوقت نقل جزء من المباني في وسط مدينة رين.
وقعت الامتدادات الأولى في وسط المدينة. كلية الحقوق هي أول من حصل على مبنى جديد. تم اقتراح مسودة أولية في عام 1952. بعد عدة تعديلات، تم اعتماد المشروع النهائي في عام 1956. تم توقيع المبنى من قبل المهندسين المعماريين لوي أغيتش (Louis Arretche) ورايموند كورنو (Raymond Cornon)، مستوحى من أعمال لو كوربوزييه. بدأ البناء عام 1961 وانتهى عام 1963. استفادت مكتبة الجامعة من التوسيع. في ذلك الوقت، كانت يشترك في مقر كلية الآداب. تمت الموافقة على خطط التوسعة في 6 مايو 1952، ولكن لم يتم إصدار رخصة البناء حتى 16 فبراير 1955. تم بناؤها كامتداد للحوزة القديمة. جرى تحويل الكنيسة القديمة للمبنى إلى غرفة كتالوجات، بينما تم بناء المكونات الأخرى من الصفر. تم توفير الجزء الأول من المبنى الجديد في عام 1958، قبل أن يتم الانتهاء بالكامل في عام 1960. تم الافتتاح في 18 مارس 1961 بحضور رئيس الأكاديمية هنري لو موال (Henri Le Moa) وهنري فريفيل (Henri Fréville)، وعمدة رين.

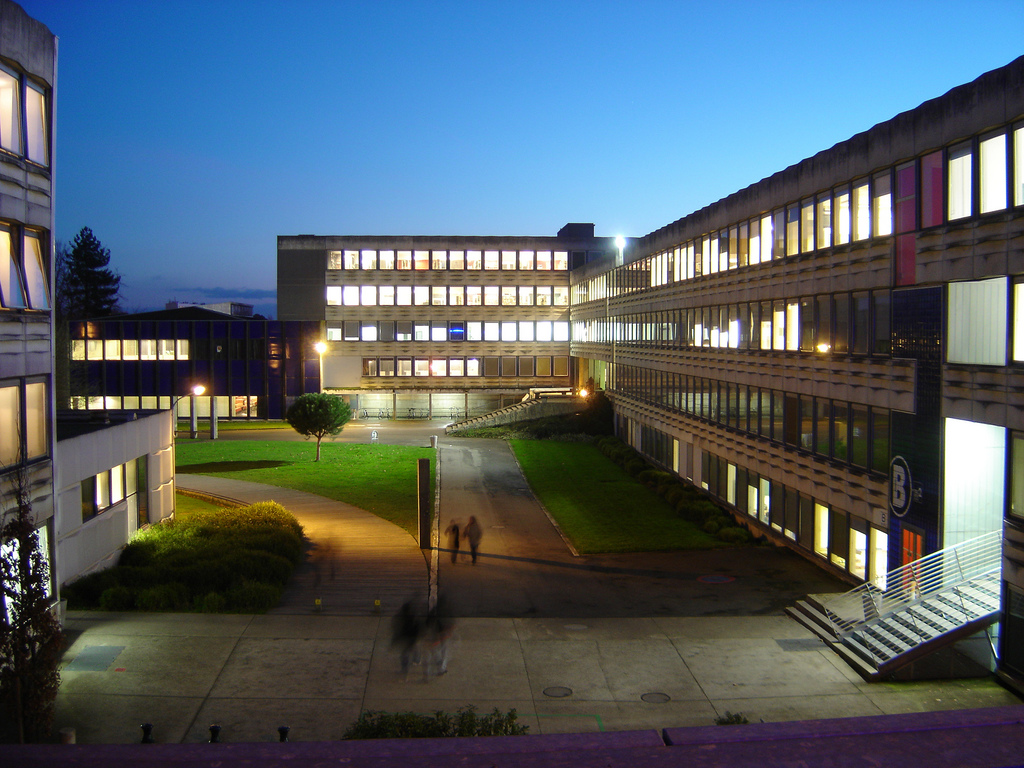
مباني كلية الآداب في حرم فيلجان.

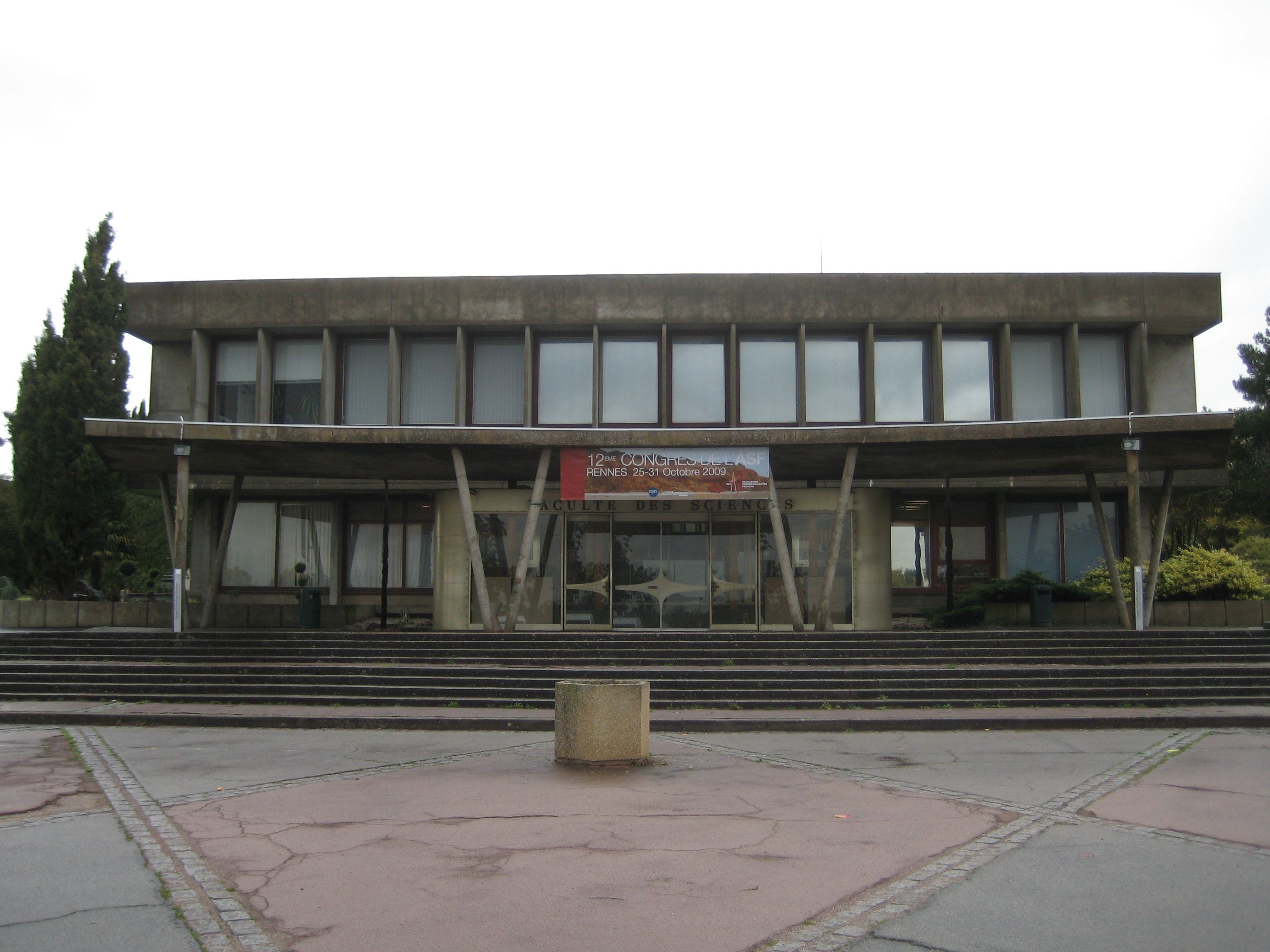
مبنى مدرسة كلية العلوم في حرم بوليو.

تم الإعلان عن أعمال الحرم الجامعي الجديد في فيليجان في عام 1961 للجزء الخاص بكلية الآداب. بدأوا الأعمال في عام 1963. تم تصميم مجمع الجامعة حسب تنظيم الدراسات في ذلك الوقت: السنة الأولى عامة ويتم التخصص في السنوات التالية. لذلك تم التخطيط لبناء مبنى طويل لاستيعاب طلاب السنة الأولى، بينما كان من المفترض أن تستوعب المباني الأصغر الأخرى نفس هؤلاء الطلاب بمجرد مرور العام الأول. بين الإعلان عن الحرم الجديد عام 1961 وافتتاحه عام 1969، ارتفع عدد طلاب كلية العلوم الإنسانية من 2,400 إلى 6,613. في عام 1967، قام طلاب كلية الآداب بدخولهم لأول مرة إلى حرم جامعي لا يزال قيد الإنشاء. المراقبون في ذلك الوقت مدحوا الحرم الجديد «جرت إطالة المبنى المركزي بشكل لا نهائي. تأثير هذه الألف نافذة فريد بإطاراتها الزرقاء الداكنة. في الواقع، الجدران مجرد نوافذ. ستكون هذه الكلية بيتا من زجاج.». كما تم البدء في إنشاء مكتبة جامعية جديدة مخصصة خصيصًا لكلية الآداب. تكونت من مبنيين متجاورين، متصلين ببعضهما بواسطة ممر تستخدمه غرفة الكتالوج. بدأ العمل في الأول من سبتمبر 1965 وانتهى في سبتمبر 1967. تم التكليف في سبتمبر 1968 للوحدة الأولى، وفي يونيو 1970 للوحدة الثانية. فتحت الجمعية أبوابها للجمهور في الأول من سبتمبر 1970. بالنسبة للجزء المخصص لكلية الطب، تم افتتاح الموقع في 28 سبتمبر 1964. عاد الطلاب خلال أحداث مايو 1968. كما تم بناء مكتبة جامعية مخصصة لكلية الطب على وجه التحديد في قسمين. افتتح الأول عام 1968 والثاني عام 1973. هذا القرب من تدريس الطب والأدب مستوحى من أعمال ألبرت بيرلود (Albert Burloud).
بدأ العمل في نفس الوقت في حرم بوليو (campus de Beaulieu). تم إطلاق المشروع في عام 1958 من قبل عميد كلية العلوم في ذلك الوقت، هنري لو موال (Henri Le Moal)، وعمدة رين، هنري فريفيل (Henri Fréville). كان عدد الطلاب 2,300 في عام 1955، ولكن تم توقع ذروة طفرة في الالتحاق بالتعليم العالي في منتصف العقد التالي. تم تعيين لوي أريتش (Louis Arretche) كمهندس معماري لهذا الحرم الجامعي كما تم تعيينه في فيليجان. أقيمت مراسيم وضع الحجر الأول في 25 أكتوبر 1963. تم افتتاح الحرم الجامعي في عام 1965، ولكن تم استغلاله على مراحل متتالية حتى عام 1970. تم بناء مكتبة جامعية مخصصة مرة أخرى. بدأ العمل في الأول من سبتمبر 1965 وانتهى في 12 يوليو 1967. تم نقل الأموال في الأشهر التالية، مما سمح للمؤسسة بفتح أبوابها في بداية العام الدراسي 1967.

##### التنمية خارج مدينة رين
كان على الجامعة أيضًا تطوير مواقع جامعية جديدة في بروتاني وبايز دي لا لوار لمواجهة الزيادة في عدد الطلاب. فهي قبل كل شيء كليات جامعية، مخصصة للتعليم الجامعي، وبعضها يجب أن يكون بمثابة أساس لإنشاء جامعات جديدة في نهاية المطاف.
في نانت، جرى افتتاح العديد من الهياكل من قبل جامعة رين. بالإضافة إلى المعاهد التي افتتحت قبل الحرب، هناك معهد تابع لكلية الحقوق في رين، تم إنشاؤه من كلية الحقوق البلدية، بموجب مرسوم صادر في 30 مايو 1947. في العام نفسه، أحصى معهد الآداب 200 طالبًا، مقابل 80 عام 1939، و162 في كلة الحقوق. بدأ بناء جامعة جديدة عام 1956. افتتحت جامعة نانت في عام 1961 من مباني إما تحت إشراف جامعة رين، أو من المؤسسات البلدية السابقة. ظلت كلية الآداب في نانت ملحقة بكلية الآداب في رين حتى عام 1964، وكلية الحقوق في نانت ملحقة بكلية رين حتى عام 1967.
في أنجيه، حيث تم إغلاق الجامعة أمام الثورة الفرنسية، كما هو الحال في نانت، افتتح أيضًا في عام 1958 مركز للتعليم العالي العلمي تم وضعه في البداية تحت وصاية جامعة رين. خضع المركز لإشراف جامعة نانت عند افتتاحها، بعد أن أصبحت نانت مركزًا لأكاديمية جديدة في منطقة باي دو لا لوار. ومع ذلك، فإن وجود الجامعة الكاثوليكية في الغرب منذ عام 1875 في نفس المدينة حد في البداية من دعم البلدية لهذه المؤسسة الجديدة.
كما ستشهد مدينة بريست افتتاح العديد من الملاحق. وهكذا تم افتتاح كليتين جامعيتين مسؤولتين عن علم الإجراءات التمهيدية في عامي 1959 و1960، الأولى علمية والثانية أدبية. انضمت إلى هؤلاء في عام 1966 كلية الطب، وفي عام 1967 من قبل معهد القانون المحلي. خرج من رحم الجامعة الجديدة أربع كليات (القانون، الإنسانيات، الطب، والعلوم). تم ضم هذه المكونات في عام 1968 من قبل معهد جامعة بريست للتكنولوجيا (Institut universitaire de technologie de Brest) وفي عام 1970 من قبل معهد جامعة كيمبر للتكنولوجيا.
أخيرًا، أنشأت الجامعة أيضًا خدمة التعليم عن بعد من عام 1964 تحت إشراف كلية الآداب. يتعلق الأمر في الأصل بمائة شخص في ثلاثة تخصصات (اللغة الإنجليزية والتاريخ والأدب). في ساحة أوشي (Place Hoche) في مبنى الكلية، وألقيت الدروس من خلال بث عدة أمسيات في الأسبوع في أقسام مدتها ساعتان مسجلة في استوديوهات إذاعة بروتاني (Radio-Bretagne)، في شارع يناير (Janvier).

#### انحلال جامعة رين
أثارت أحداث مايو 1968 في فرنسا التساؤل حول التنظيم القديم للجامعات في فرنسا فوجب على الكليات المختلفة مراجعة تنظيمها. في رين، أثرت الأحداث على العلاقات بين الكليات المختلفة. كان العدد الكبير من الطلاب، وكذلك الرفض القاطع من بعض ممثلي التدريس والطلاب للتواجد في نفس المؤسسة، على الرغم من محاولات المصالحة الأكثر اعتدالًا، جعل تقسيم جامعة رين إلى عدة كيانات إلزاميًا.
ونظراً لتوزيع الحرم الجامعي في ثلاث مناطق بالمدينة، طُرحت فرضية إنشاء ثلاث جامعات، قبل أن ترفضها الوزارة، لنقص الكوادر العلمية. ثم جرى تدريس عدة أقسام أخرى: اتحد مؤرخون من كلية الآداب مع متخصصين في القانون والاقتصاد من كلية الحقوق، أو الجغرافيين من كلية الآداب مع الجيولوجيين من كلية العلوم، أو حتى الفلاسفة من كلية الآداب الملحقين بمكونات كلية العلوم. تم تطبيق هذا الخيار الأخير فقط، حيث يقرر قسم الفلسفة ارتباطه بجامعة رين الأولى، بسبب تأثير أحد المعلمين. على الرغم من تعيين الأخير بعد سنوات قليلة في جامعة باريس السوربون، إلا أن عنصر الفلسفة ظل مرتبطًا بجامعة رين الأولى.
حدث الانقسام في عام 1969. ضمت جامعة رين الأولى الكليات الثلاث: القانون والعلوم والطب، وكذلك دروس الفلسفة من كلية الآداب. اشترك في تدريس الطب مع جامعة رين الثانية في حرم فيليجان، بجوار أكبر مجمع مستشفيات في بروتاني: مركز حقوق الإنسان في بون شاليوه (Pontchaillou). في وسط المدينة، بالقرب من Place Hoche، لذلك بقي تدريس القانون والاقتصاد فقط في الحرم الجامعي المركزي. إلى الشرق من المدينة، في حرم بوليو، صمد تدريس العلوم والفلسفة. بقيت دروس كلية الآداب تلقى ، باستثناء الفلسفة، في حرم فيلجان.
تحمل جامعة رين 2 أيضًا اسم جامعة أعلى بروتاني (Université de Haute-Bretagne). استمرت جامعة رين الأولى في استخدام اسم جامعة رين حتى عام 1984، عندما اضطرت بقرار وزاري إلى اتخاذ اسم «جامعة رين الأولى».

### الآمال والتطلعات

#### مساعي للجمع بي جامعتي رين الأولى ورين الثانية
خلال العقد الأول من القرن الحادي والعشرين، أثيرت مسألة اندماج جامعتي رين الأولى ورين الثانية من قبل العديد من الجهات الفاعلة في الحياة السياسية والأكاديمية في مدينة رين. هذا السؤال لم يكن فريدًا بالنسبة إلى رين، فقد اندمجت عدة جامعات مثل جامعة ستراسبورغ أو بدأت عملية مماثلة خلال هذه الفترة، مثل جامعة مونبلييه أو إيكس مرسيليا. أظهر برتراند فورتين (Bertrand Fortin) وفرانسوا موريه (François Mouret)، على التوالي، الرئيسان السابقان لرين الأولى ورين الثانية، أنهما يؤيدان إعادة التوحيد وتقوية العلاقات وتنمية الشراكات خلال فترة ولايتهما. أظهر الرؤساء التالون آراء متباينة، حيث كان رؤساء رين الثانية مارك غونتارد (Marc Gontard) ثم جان إميل غومبير (Jean-Émile Gombert) مؤيدين للاندماج، على عكس غي كاثلينو (Guy Cathelineau)، رئيس رين الأولى. تم دعم الفكرة مرة أخرى من قبل برتراند فورتين في نهاية ولايته كرئيس لاتحاد الاتحاد الأوروبي. شارك بعض السياسيين في هذه الفكرة أيضًا، مثل أندريه ليسباجنول (André Lespagnol)، الرئيس السابق لجامعة رين الثانية، والذي قال، خلال فترة عمله كنائب لرئيس مجلس بريتاني الإقليمي المسؤول عن تدريس الأمور، إنه يرى في انقسام جامعة رين: "حادثة من التاريخ، أو مثل إدموند هيرفي، عمدة رين السابق، الذي دعا في عام 2010 إلى اندماج الجامعات.

#### من 2007 إلى 2016، الاتحاد داخل جامعة بروتاني الأوروبية
بين عامي 2007 و2016، وحدت جامعات ومدارس بروتاني في المنطقة قواها في إطار مراكز البحث والتعليم العالي (Pôle de recherche et d'enseignement supérieur) من أجل تجميع جوانب معينة من أنشطتها. كانت هذه الرابطة تسمى جامعة بريتاني الأوروبية (Université européenne de Bretagne). كان أحد جوانب هذا الارتباط هو التوقيع المشترك للبحث. لذلك تم التوقيع على المنشورات باسم جامعة بريتاني الأوروبية ، كما تم منح شهادات الدكتوراه.
لا يزال الاندماج المحتمل موضوعًا موضعيًا، لا سيما في إطار مشاريع الدورات الجامعية الجديدة (Nouveaux Cursus Universitaires نسخة محفوظة 13 أكتوبر 2017 على موقع واي باك مشين.) وعلى وجه الخصوص في المشروع المستعرض للدورة المسماة «إديال» (IDÉ@L) (للابتكار والتطوير والدراسة والعمل والإطلاق) الذي يجمع الجامعة في رين الأولى وجامعة رين الثانية ومؤسسات التعليم العالي في في رين: حرم أغرو الغربي (Agrocampus Ouest)، ومصنع سوبليك رين (CentraleSupélec Rennes)، ومدرسة الدراسات المتقدمة في الصحة العامة (École des Hautes Études en Santé Publique)، والمدرسة الوطنية للإحصاء وتحليل المعلومات (École Nationale de la Statistique et de l'Analyse de l'Information)، والمدرسة الوطنية العليا للكيمياء في رين (École Nationale Supérieure de Chimie de Rennes)، والمدرسة العليا العادية في رين (École normale supérieure de Rennes)، المعهد الوطني العلوم التطبيقية في رين (Institut National des Sciences Appliquées)، ومعهد الدراسات السياسية في رين (Sciences Po Rennes)، بالإضافة إلى المؤسسات الرئيسية في موقع مدينة رين مثل مستشفى جامعة رين والسلطات المحلية مثل رين متروبوليس (Rennes Métropole)، و Rennes Métropole ومنطقة بروتاني والشركات ذات الجذور المحلية القوية مثل شركة أورنج (Orange).

### مشروع جامعة رين
في عام 2017، التزمت سبع مؤسسات للتعليم العالي في رين، وجامعة رين الأولى، وجامعة رين الثانية، وكلية الدراسات المتقدمة في الصحة العامة (École des hautes études en santé publique)، والمدرسة العليا العليا لرين (École normale supérieure de Rennes)، ومدرسة رين الوطنية للكيمياء (École nationale supérieure de chimie de Rennes) ومعهد رين الوطني للعلوم التطبيقية (Institut national des sciences appliquées de Rennes) وومعهد الدراسات السياسية في رين (Sciences Po Rennes)، بـ"مشروع جامعة رين" القاضي بتوحيدها لإنشاء مجموعة من مؤسسات التعليم العالي الإقليمية لـ" اكتساب الجاذبية "، وبضفة نهائية "إنشاء جامعة كبيرة للبحث والتدريب معترف بها دوليًا.
في عام 2019، استجاب أعضاء مشروع جامعة رين للدعوة لتقديم مشاريع من كليات الأبحاث الجامعية (écoles universitaires de recherche) لبرنامج الاستثمار من أجل المستقبل (programme d’investissements d’avenir). نتج عن ذلك إنشاء ثلاث كليات بحث جامعية ضمن مشروع جامعة رين:
- «مدرسة الإنترنت» (CyberSchool)، مدرسة أبحاث الأمن السيبراني بجامعة رين، بدعم من جامعة رين الأولى؛
- «مدرسة الدراسات العليا ديجيسبورت» (Digisport Graduate School)، مدرسة بحثية جامعية في مجال علوم الرياضة، مدعومة من جامعة رين الثانية؛
- كلية الأبحاث الجامعية (école universitaire de recherche) في مجال الإبداع والفضاء العام، بقيادة جامعة رين الثانية.

في شتنبر 2020، قامت المؤسسات الأعضاء في مشروع جامعة رين بإنشاء مجلس دعم علمي وصحي تحت قيادة كلية الدراسات المتقدمة في الصحة العامة (École des hautes études en santé publique) في سياق وباء كوفيد-19.

## التنظيم والتشغيل

### الإدارة
شهدت الجامعة –وقبلها الكليات– عدة تغييرات في إدارتها. مثل الجامعات الفرنسية الأخرى، فهي تخضع للدولة، التي تقرر طريقة عملها، وتضع ميزانيتها ومبادئها التوجيهية للتدريس والبحث.

#### النظام القديم
| ”                                              | "مرتدين أرديتهم الحمراء وحاملين الزهور، [...] أحدهم يحمل الصولجان، ذهب السادة [الأساتذة] عبر الدير وانضموا للجوقة، إلى الأجراس .. شغل السيد العميد الكشك الأول على جانب الرسالة: السادة والسيدات، الأساتذة والأطباء المعاونون من جهة حسب ترتيب استقبالهم. جرى الاحتفال بالقداس. في الكنيسة، أخذ الشماس الكتاب ليقبله السيد العميد، الذي تلقى المدح ثلاث مرات." | “ |
| —محضر قداس القديس إيف 1790 في كنيسة كورديليرس‏،‏ | |   |

وقع نقل كليات الحقوق إلى رين مع الاحتفاظ بالحقوق والامتيازات التي يتمتعون بها في نانت، وكذلك أعضاء هيئة التدريس بها. يقومون بإجراء فحوصات طلابها وقبول أطبائها ومعاونيها واختيار الأشخاص الذين توظفهم. يتم الدفاع عن هذه الحقوق بانتظام، بما في ذلك ضد براءات تمليك من الملوك.
لكل من المعلمين والطلاب حقوق خاصة في المدينة، معترف بها من قبل البرلمان أو من قبل الملك. تتمتع هيئة المدرسين والأساتذة والمزارعين بامتيازات (حضور سنوي للمعلمين في قداس خلال سانت إيف، وانتخاب مندوبين لانتخاب نواب للولايات العامة لعام 1789...). ارتفعت رواتب أساتذة القانون عام 1789 من 75 جنيه فرنسي إلى 120 جنيه ثابتة و 3,000 جنيه إكرامية، وراتب المجمعات إلى 1,200 جنيه إكرامية غير ثابتة. يحدد برلمان بروتاني النظام الذي يخضع له الطلاب أثناء دراستهم، سواء في الكلية أو في المدينة، ولكن لهم أيضًا حقوقهم الخاصة التي يضمنها الملك.
عندما أعيد افتتاح الكلية في العصر النابليوني، أصبح عدد المعلمين المعينين ودرجاتهم وكذلك المواد التي يتم تدريسها ثابتًا على المستوى الوطني.

#### الفترة المعاصرة

##### المصاريف
جرى تنسيق رسوم تسجيل الطلاب على المستوى الوطني في عام 1854، وكذلك طرق الدفع. وبذلك تصل قيمة كلية الآداب إلى 192 فرنك فرنسي عام 1839، و11 فرنك عام 1850، و9210 فرنك عام 1870، أو 510 فرنك عام 1890. نص مرسوم عام 1880على مجانية التعليم، ولكن تم إلغاء هذا بمرسوم آخر عام 1887. والذي استبدله بنظام المنح، مجانًا للمعلمين والماجستير في الدراسات، وكذلك لعُشر الطلاب. تم تحديد رسوم المكتبة في عام 1873.
كما تطورت إيرادات الكليات في القرن التاسع عشر. فيما يتعلق بكلية العلوم، نادرًا ما وصلت الرسوم المحصلة بين عامي 1840و 1852 إلى 200 فرنك سنويًا ولكل طالب، بينما يظل عدد حملة البكالوريا أقل من 50. زاد هذا بسرعة في عام 1853 بعد تغيير في النظام المدرسي، وزاد المبلغ المحصل من خلال هذا من 3,000 فرنك سنويًا في المتوسط إلى 34,000 فرنك في عام 1853. انخفض هذا المبلغ في أربع سنوات إلى حوالي 18,000 فرنك، قبل أن يرتفع تدريجياً إلى 30,000 فرنك في السنة، وهو مبلغ تم تجاوزه في عام 1891. أدى إدخال شهادة PCN في عام 1894، ثم شهادات التعليم العالي، إلى زيادة دخل الكلية إلى 46,000 فرنك في عام 1896. إبتداء منفاتح يناير 1896، تم تعديل حقوق التحصيل بعد إنشاء الجامعة. والدولة، التي تجمع حتى ذلك الحين جميع المبالغ المحصلة، لا تجمع سوى رسوم الامتحان وتترك للجامعة الدخل من التسجيلات والعمل الدرسي. في عام 1899، من أصل 45,805 فرنك تلقتها الكلية، تلقت الجامعة 17,565 فرنك، وجمعت الدولة 28,240 فرنك.
تطورت النفقات بنفس الطريقة في ذلك الوقت. بلغت نفقات المواد حول 6,000 فرنك سنويًا من عام 1840 إلى عام 1850، استخدمت للمختبرات نصفها، وتم توزيع النصف الآخر بالتساوي بين المجموعات والمكتبات. تم تخفيض هذين البندين الأخيرين للإنفاق إلى 350 فرنك سنويًا من 1850 إلى 1870، بينما ظل التخصيص للمختبرات ثابتًا. أدى التطور السريع لأعضاء هيئة التدريس من عام 1870 إلى زيادة المصروفات المادية إلى ما معدله 37,000 فرنك سنويًا حتى نهاية القرن التاسع عشر. ارتفعت تكاليف الموظفين من 21,600 فرنك عام 1840 إلى 126,400 فرنك عام 1899 . حتى عام 1876، عندما تم إنشاء المحاضرين لكليات العلوم الإنسانية والعلوم، كانت رواتب مسؤولي الكلية تتكون من مبلغ ثابت (4,000 فرنك لحاملها، و 2,000 فرنك لمسؤول. للدورات التدريبية) ومبلغ محتمل اعتمادًا على العدد من الامتحانات والمرشحين.

##### الإدارة
تم الانتقال من إدارة هيئة التدريس إلى الجامعة على عدة مراحل في نهاية القرن التاسع عشر. نالت الكليات عام 1885 صفة شخصية اعتبارية، ثم في عام 1890 تم تكليفها بإدارة ميزانياتها الخاصة. في عام 1885، أُنشأ مجلس الكلية في كل أكاديمية. في عام 1890، قدم ليون بورجوا مشروع قانون يهدف إلى إعادة إنشاء الجامعات، والذي لم يؤد إلى هدفه الأولي بل أدى إلى إنشاء «هيئة التدريس». أُعيد تشكيل الجامعة أخيرًا في عام 1896، ثم تم إصلاح إدارتها.
يرأس الجامعة مجلس جامعي. على رأسه عميد الأكاديمية، وتعينه الدولة. يحتوي هذا المجلس أيضًا على نائب رئيس وسكرتير، يتم انتخابهما من قبل أعضائه، ولا يحق سوى لأعضائه. ترسل كل كلية عميدها إلى هذا المجلس، بالإضافة إلى عضوين منتخبين في مجلس الكلية. ترسل كلية الطب مديرها ومندوبها فقط. كما تتمتع الجامعة بالشخصية الاعتبارية.
يدير الكليات مجلس يرأسه عميد منتخب لمدة ثلاث سنوات قابلة للتجديد. وهي مكونة من جميع الأساتذة والأساتذة المساعدين الكاملين، وهي مسؤولة عن إدارة الكلية لشؤون الميزانية، والعرض على الكراسي، وما إلى ذلك. وهناك أيضًا مجلس بجانب هذا المجلس، يتألف من جميع أعضاء هيئة التدريس، ويمكن للعميد عقده لإبداء رأي استشاري في مسألة جارية.

### تاريخ العمداء
تلاحق 21 شخصا على عمادة الجامعة وتم وضع المنصب منذ سنة 1896:
- أوغستين جيرم، 1810 - 1817
- ريمون ثامين، 1900 - أغسطس 1904
- أبوت لوبريول، 1817 - أغسطس 1822
- تشارلز لارونز، أغسطس 1904 - يناير 1911
- بيير تشارلز توسان بلانشارد، سبتمبر 1822 - أغسطس 1830
- لويس جيرار فاريت، فبراير 1911 - ديسمبر 1930
- بيير لو جراند، سبتمبر 1830 - 1838
- جورج ديفي، يناير 1931 - 1938
- لويس أنطوان دوفيلهول، يناير 1839 - 1847
- إدوارد جاليتير، نوفمبر 1938 - أبريل 1941
- بوصاجول، يونيو 1941 - نوفمبر 1941
- تيري، أبريل 1848 - 1854
- سوريو، ديسمبر 1941 - أغسطس 1944
- مورييه، 1855 - 1860
- لوسيان وولف، أغسطس 1944 - أغسطس 1946
- ماجين، 1861 - 1866
- كوليفيل، سبتمبر 1946 - فبراير 1947
- فاوستينو مالاجوتي، 1866 - 1873
- بول هنري، مارس 1947 - نوفمبر 1960
- جاري، أغسطس 1873 - 1900
- هنري لو موال، ديسمبر 1960 - 1969

## مكونات الجامعة
ضمت جامعة رين عددًا متغيرًا من الكليات والمدارس والمعاهد ذات الصلة.

### الكليات

#### كلية الحقوق

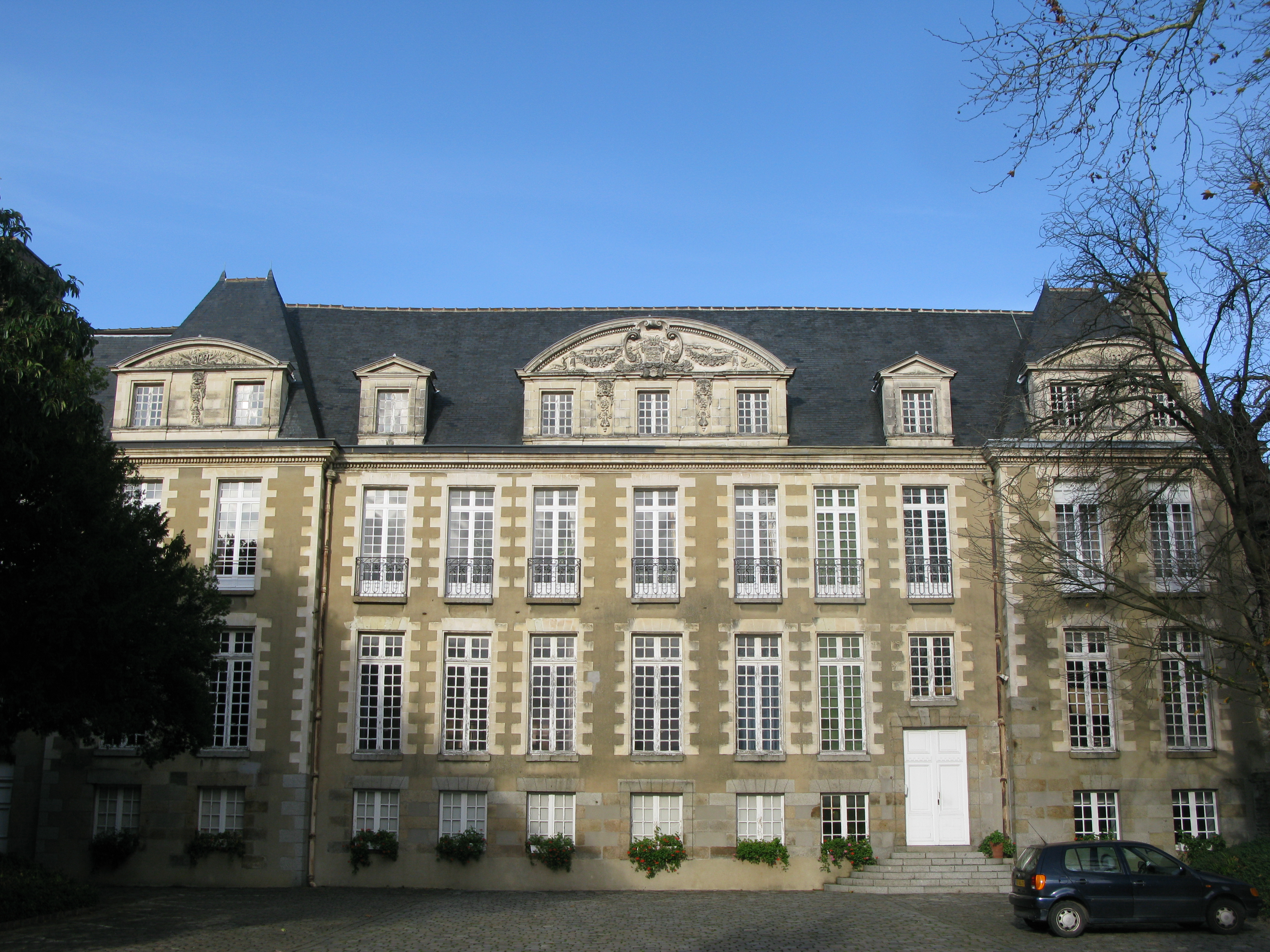
مباني كلية الحقوق خلال النصف الأول من القرن العشرين.

كلية الحقوق هي أول كلية تم إنشاؤها عام 1460 في نانت، ثم انتقلت إلى رين عام 1735. بعد إغلاق خلال الفترة الثورية، أعيد افتتاحها عام 1802 كمدرسة للحقوق، ثم في عام 1808 ككلية. في عام 1957، أخذت اسم «كلية الحقوق والاقتصاد».
كان لديها خمسة أساتذة عام 1812. تم إنشاء قسم الاقتصاد السياسي في عام 1876. في نفس التاريخ، كان للكلية أيضًا دورات تكميلية في «باندكت» (pandecte)، و«حقوق الإنسان» (droit des gens)، و«التشريعات الصناعية» (législation industrielle)، و«القانون المدني المتعمق» (droit civil approfondis)، و«الأصول السلتية والرومانية والقانونية للقانون الفرنسي» (origines celtiques, romaines, et canonique du droit français)، و«الأصول البربرية والإقطاعية والعرفية للقانون الفرنسي» (origines barbare, féodales, et coutumières du droit français)، و«المراسيم الملكية قبل عام 1789» (les ordonnances royales avant 1789)، و«القانون التجاري المتعمق» (code de commerce approfondis)، و«التشريع المقارن» (législation comparée). في عام 1891، كان للكلية عشرة أقسام، ثلاثة في القانون المدني، واثنان في القانون الروماني، وواحد للقانون الإداري، والقانون التجاري، والقانون الجنائي، والاقتصاد السياسي، والإجراءات المدنية. المؤسسة هي أول كلية قانون فرنسية ترحب بامرأة لشغل كرسي في عام 1928.
في عام 1789، كان بالكلية 140 طالبًا. في عام 1812، ارتفع هذا العدد إلى 150 طالبًا. في عام 1898، وضل الرقم لـ1,058 ملتحقًا، بما في ذلك 399 طالبًا في الدراسة و710 لم تنتهِ فترة تسجيلهم. في عام 1939، كان بالكلية 721 طالبًا.

#### كلية الآداب

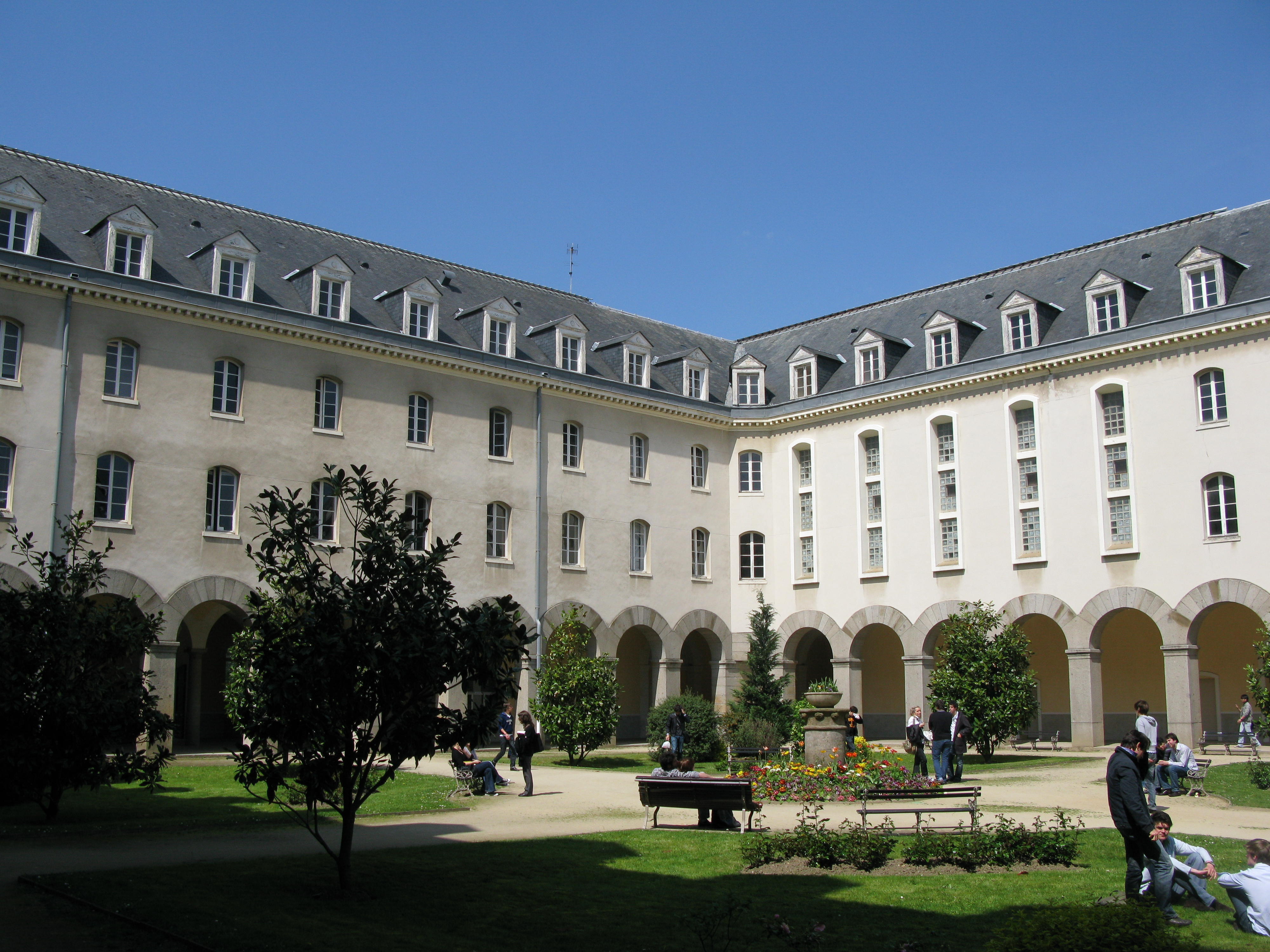
كلية الآداب السابقة.

تم إنشاء الكلية في عام 1810، لكنها أغلقت من عام 1815 إلى عام 1840. وكان بها خمسة أساتذة وأستاذ مساعد. عندما أعيد افتتاحها عام 1840، كان بها خمسة أقسام (الأدب الفرنسي والأدب القديم والأدب الأجنبي والتاريخ والفلسفة). بدأ تدريس علم النفس التجريبي في عام 1891، وافتتح مختبر علم النفس التجريبي، وهو الأول في فرنسا الذي افتتح في إطار جامعي، في عام 1896 تحت اسم «مختبر علم النفس واللغويات التجريبية» (Laboratoire de psychologie et de linguistique expérimentale). في عام 1902 تم افتتاح معمل جغرافيا، ولكن تم تشغيله في مباني كلية العلوم حتى عام 1910. تم إنشاء المنبر السلتي في عام 1903. بدأ تدريس اللغة البرتغالية عام 1921، وهي الأولى في فرنسا بعد افتتاحها عام 1919 في جامعة باريس. تم افتتاح دورة في الحضارة والأدب الأمريكيين عام 1931، وهي الأولى من نوعها في أوروبا. في عام 1957، أخذت الكلية اسم «كلية الآداب والعلوم الإنسانية».
في عام 1900، كان بالكلية 80 طالبًا. في عام 1939، كانوا 941، في عام 1961، بلغ عددهم 2 400، وفي عام 1969، كانوا 6,613.

#### كلية الطب والعلوم الصيدلانية
تم إنشاء المؤسسة التي هي في الأصل لكلية الطب تحت اسم «جمعية حرة للتعليم الطبي» (Société libre d'instruction médicale) في عام 1800. في عام 1803 حصلت على دستورها في «كلية الطب» (École départementale de médecine). في عام 1820، أصبحت «المدرسة الثانوية للطب» (École secondaire de médecine) وتخضع لسيطرة الجامعة. في عام 1840 أصبحت «المدرسة الإعدادية للطب والصيدلة» (École préparatoire de médecine et de pharmacie). ومن ثم، زادت أعداد الموظفين بسرعة، بسبب إنشاء كلية العلوم. من 1841 إلى 1847 انتقلت من المركز الثامن إلى الثاني في كليات الطب من حيث عدد الطلاب. استمرت المدرسة في التطور وفي عام 1886 أصبح اسمها «المدرسة التحضيرية المنظمة» (École préparatoire organisé)، وفي عام 1896 «مدرسة خدمة كاملة» (école de plein exercice). في عام 1891، كان لديها اثني عشر قسما، في علم التشريح، وعلم وظائف الأعضاء، والنظافة والعلاج، وعلم الأمراض الباطنية، والعيادة الداخلية، وعلم الأمراض الخارجي والطب الجراحي، والعيادة الخارجية، وعيادة التوليد وأمراض النساء، والصيدلة والمسائل الطبية، في التاريخ الطبيعي والكيمياء وعلم السموم، والفيزياء. في عام 1954 أصبحت كلية مختلطة للطب والصيدلة، مع افتتاح رسمي في 8 و 9 ديسمبر 1956.
في عام 1803، كان بالمدرسة ما بين ثلاثين إلى أربعين طالبًا، وارتفع هذا الرقم إلى حوالي خمسين عام 1841. في عام 1900، كان بالمدرسة حوالي 300 طالب. في عام 1939، كانوا 666.

#### كلية العلوم

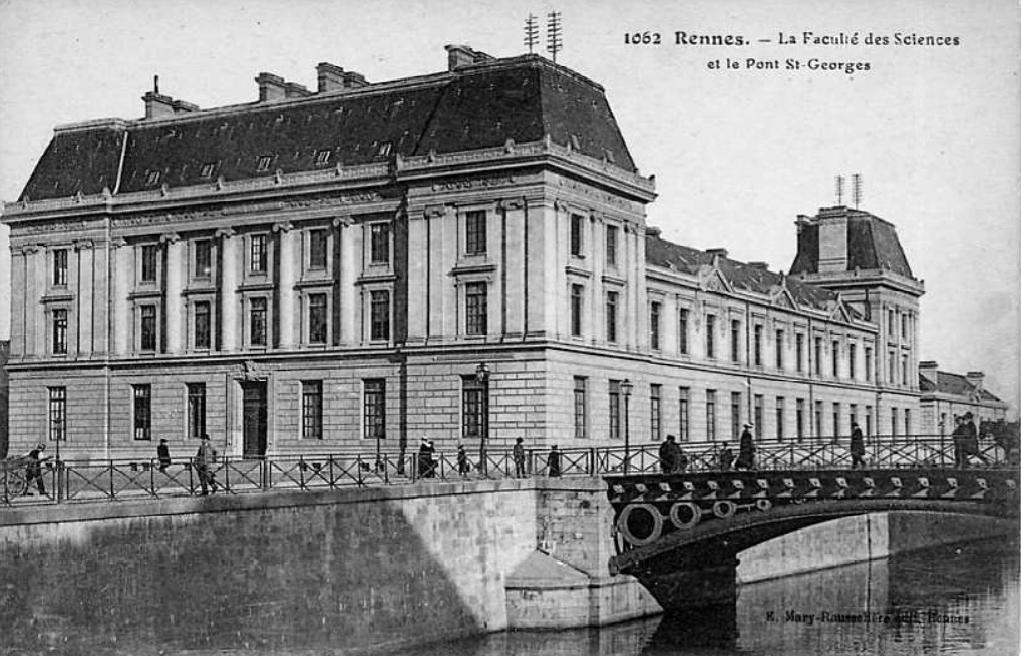
أبنية كلية العلوم حتى انتقالها إلى حرم بوليو.

تم إنشاء كلية العلوم في عام 1840 وكان لها بعد ذلك خمسة أقسام (الرياضيات والفيزياء والكيمياء وعلم الحيوان وعلم النبات والجيولوجيا وعلم المعادن). في عام 1846، تم تقسيم قسم الرياضيات ليشكل قسما للرياضيات البحتة زقسما للرياضيات التطبيقية. في عام 1878 تم تقسيم قسمي علم الحيوان وعلم النبات بعد المحاولة الأولى في عام 1875 والتي لم تنجح بسبب عدم وجود مرشح لرئاسة علم النبات. لذلك تم إنشاء كرسي لعلم النبات في عام 1878 ، وهو نفس العام الذي ترأس فيه كرسي علم الحيوان.
طورت الكلية هياكل مكرسة للبحث منذ ثلاثينيات القرن الماضي، مع افتتاح معهد الجيولوجيا في رين في عام 1937، مع الاستحواذ على إيل بيلرون (île Bailleron) في موربيهان في عام 1959 لإنشاء محطة بيولوجيا بحرية، ومع الافتتاح محطة بيمبون البيولوجية (station biologique de Paimpont) في عام 1967.
في عام 1900، كان بالكلية 116 طالبًا. في عام 1939، بلغ العدد 901. في عام 1955، وضل هذا الرقم لـ2 300.

### المعاهد

#### معهد إدارة الأعمال

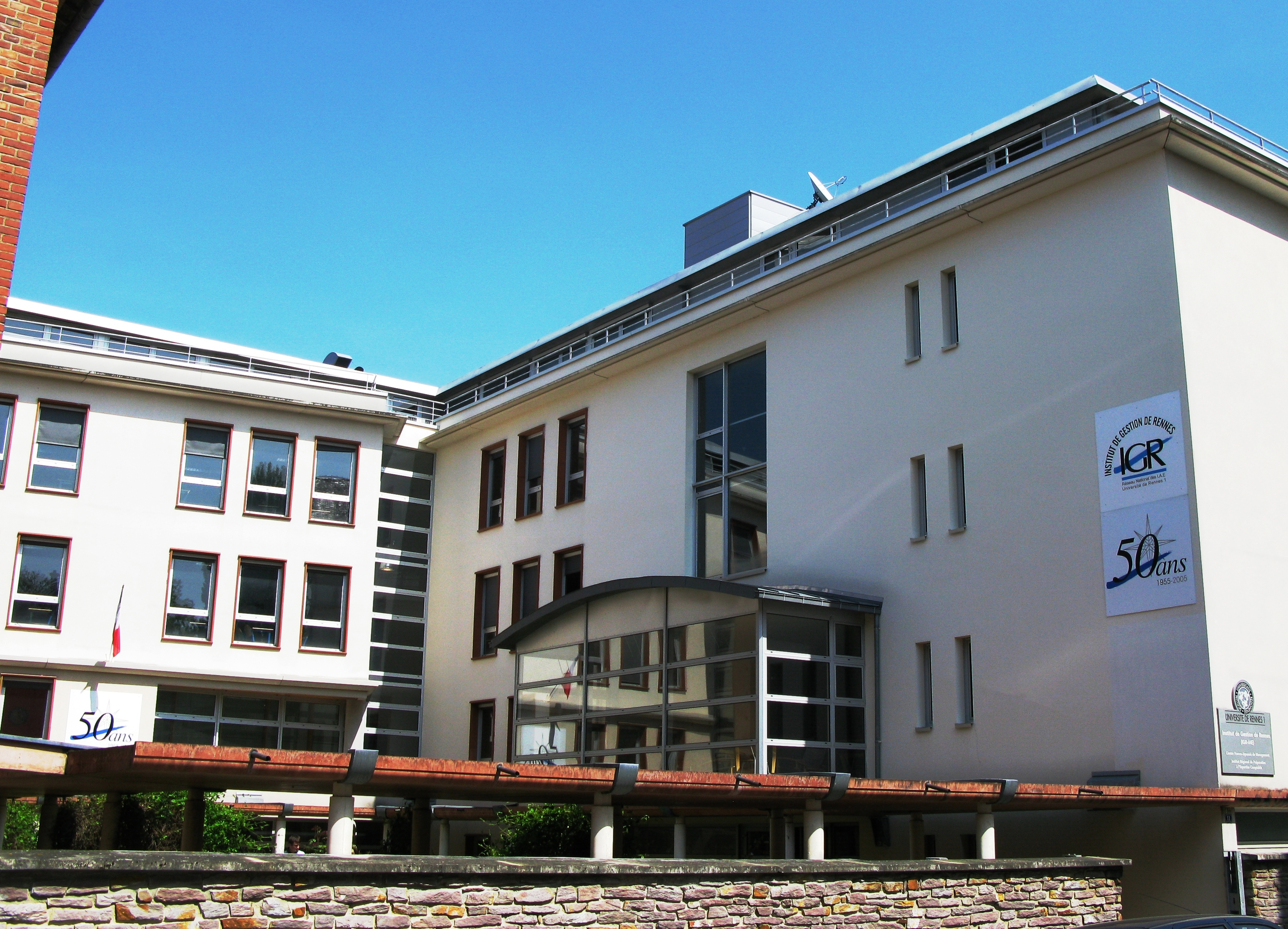
مبانى معهد إدارة الأعمال

تأسس معهد إدارة الأعمال في عام 1955 من قبل الأستاذ جين كرير (Jane Krier). في ذلك الوقت، كان عضوًا مؤسسًا في شبكة الخبراء المشتركة ، وكان لديه في البداية ملحق في نانت والذي سيصبح معهد نانت. المؤسسة هي الوحيدة في رين التي لم تتأثر بإضرابات عام 1968. أثناء انقسام جامعة رين بعد مايو 1968، أصبح كلود شامبود، مديرها أثناء الأحداث، أول رئيس لجامعة رين الأولى.

#### معهد ويست بوليتكنيك
تم إنشاء معهد ويست بوليتكنيك (Institut polytechnique de l'Ouest) من قبل بلدية نانت في عام 1919 كمدرسة مستقلة. من أجل الحصول على ترخيص لإصدار الدبلومات، أصبح معهدًا لجامعة رين بموجب مرسوم صادر في 26 يونيو 1922. بعد محاولة فاشلة لتحويل المدرسة إلى كلية تقنية في عام 1923، قرر المجلس البلدي في نانت في عام 1926 إلحاق الاكتتاب العام بكلية العلوم في رين لمدة خمسة عشر عامًا، حيث يمكن تقرير إعادة الربط النهائية. في عام 1948، اكتسب الاكتتاب مزيدًا من الاستقلالية بالانتقال من إشراف كلية العلوم في رين إلى إشراف جامعة رين. عندما تم إنشاء جامعة نانت، أصبح الاكتتاب العام تحت سلطة الجامعة الجديدة.

#### المعهد الإقليمي للتربية البدنية
تأسس المعهد الإقليمي للتربية البدنية (Institut régional d’éducation physique) في مدينة رين عام 1929. وهو ينبع من رغبة الوزارة في إنشاء معاهد إقليمية في المدن التي توجد بها مدارس أو كليات الطب، مما يسمح بتطوير التربية البدنية. كانت مدرسة رين في ذلك الوقت هي الوحيدة في الغرب العظيم، والتي تضم أكاديميات رين وكايين. بدأت دوراتها في عام 1929، وتفاوت عددها بين إنشائها وعام 1939 بين 43 و11 طالبًا، بمتوسط حوالي عشرين طالبًا.

#### معهد الكيمياء بجامعة رين
تأسس معهد الكيمياء بجامعة رين (Institut de chimie de l'Université de Rennes) عام 1945. وهو ناتج عن اندماج معهد البوليتكنيك في الغرب وكلية العلوم. حصل على اجازة إصدار لقب مهندس عام 1954. بعد خمس سنوات، في عام 1959، انضم إلى مجموعة المدارس العليا الوطنية للمهندسين (écoles nationales supérieures d'ingénieurs). في عام 1967، حصل على مبانٍ جديدة بالانتقال إلى حرم بوليو.

## تراث الجامعة ومجموعاتها
يوجد بالجامعة عدة مجموعات علمية أو فنية قام بتجميعها أساتذة أو موروثة من مؤسسات أخرى، والتي تضاف إليها مجموعات من الأعمال والمخطوطات القديمة.

### التراث العلمي

#### الصناديق الأولى

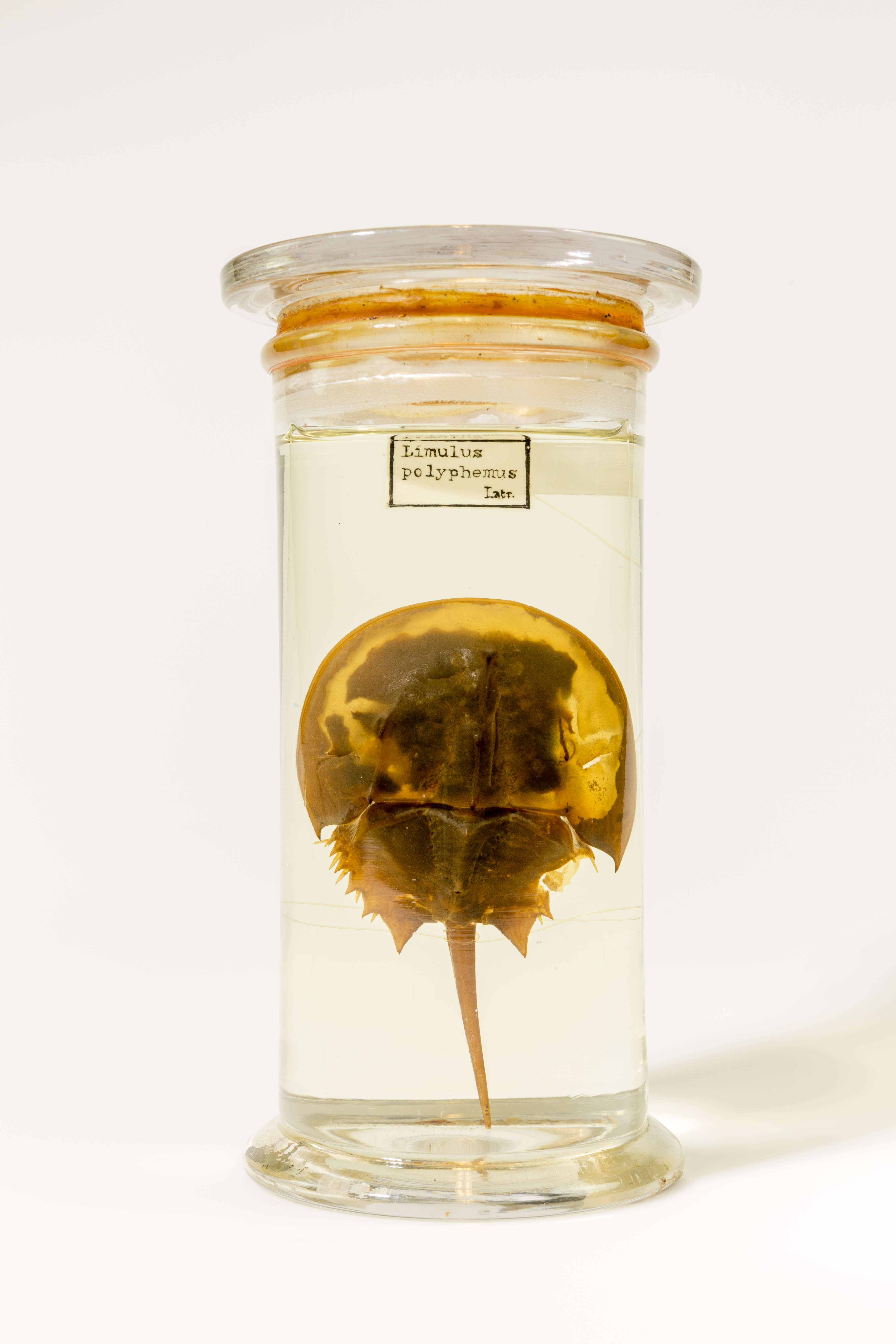
سلطعون حدوة الحصان.

استُلمت الهبات العلمية الأولى للجامعة من مجموعة الماركيز كريستوف بول دي روبيان (Christophe-Paul de Robien) التي تم الاستيلاء عليها خلال الثورة الفرنسية. كانت تتكون بشكل أساسي من المعادن والصخور والنباتات العشبية والأصداف الحية والحفريات. في عام 1840، تم تكليف ياسينث بونتالييه بجمع القطع التي يمكن استخدامها للتدريس، وبالتالي تم اختيار 7857 قطعة. تم تجهيز المجموعات بمبنى جامعة كواي إميل زولا في عام 1856.
سيتم إثراء هذه المجموعات الأولى من خلال التبرعات وعمليات الاستحواذ. سيسمح إنشاء جمعية العلوم الفيزيائية والطبيعية التابعة لقسم إيل إي فيلان (Ille-et-Vilaine) في عام 1860 بزيادة المجموعات من خلال اقتناء أصداف ذات صدفتين وحيدة الصدفة بالإضافة إلى أعشاب، "Hortus rhedonensis"، من إعداد كوم داميان ديجلاند. من عام 1871، سوف يملأ تشارلز أوبرثور المجموعات، على وجه الخصوص، بمجموعة من الفراشات في عام 1871، ومجموعة من الحشرات قشرية الأجنحة والخنفساء في عام 1874. بقيت المجموعات في مكانها عندما غادر الكليات مبنى الجامعة في بداية القرن العشرين، وكان ذلك بمثابة الأساس لإنشاء متحف الجيولوجيا والتاريخ الطبيعي لرين.

#### المجموعات النباتية
بعد الحرب العالمية الثانية، كان للجامعة مجموعتان في هذا المجال، تم جمعهما معًا في مكانين منفصلين حتى الانتقال إلى حرم بوليو الجامعي. حتى ذلك الوقت، ومنذ عام 1910، كانت مجموعات علم النبات موضوعة بكلية الآداب. تم استخدام المجموعة الأولى من البيوت البلاستيكية لاحتواء المجموعات، وتقع بالقرب من شارع دو روبيان الحالي من عام 1952 إلى عام 1968. المجموعة الثانية استخدمت للتجارب وتكاثر الطفيليات. كانت تقع بالقرب من ساحة باستور (Place Pasteur) الحالية، وقد أنشأها الأستاذ ماييه. تم جمعهما معًا في حرم بوليو عندما جرى نقل كلية العلوم.
يتم تجميع المجموعة النهائية في حرم بوليو بمبادرة من البروفيسور جورج كلاوستريس (Georges Claustres). يوجد أكثر من 140 عينة من الأشجار والشجيرات عندما وقع إحصاء المجموعة في عام 1995.

#### المجموعات الفطرية
يوجد بالجامعة أيضًا مجموعة من الأشنات التي جمعها البروفيسور هنري نيكولون ديزابييه، خاصة في عامي 1930 و1960. يحتوي على حوالي 11,000 عينة لما يقرب من 1,300 نوع، تم جمع معظمها في بروتاني بواسطة هنري ديزاباييه (Henry des Abbayes) نفسه، ولكنها تمثل أيضًا ما يقرب من ربع العينات الأجنبية، التي حصل عليها هنري ديزاباييه من خلال التجارة مع زملاء أجانب. تشتمل هذه المجموعة الثانية في عام 1963 على معشبة إقليمية لكتلة أرموريكان من ما يقرب من 700 عينة، وأخرى من فرنسا وتتألف من 2,000 قطعة، وعشبة غريبة من 2,000 عينة تم جمعها في غينيا، وكوت ديفوار، ومدغشقر، في كندا، أو في لابي.
تتضمن المجموعة على عينات إكسيكاتا "exsiccata" (عينات مجففة من نبات محفوظة في معشبة)، بما في ذلك أول منتج أنتج في فرنسا بواسطة جون بابتيست موجيون (Jean-Baptiste Mougeot) في عام 1812، ولكن أيضًا 60 نوعًا من الأنواع الفرعية.

#### المجموعات الجيولوجية

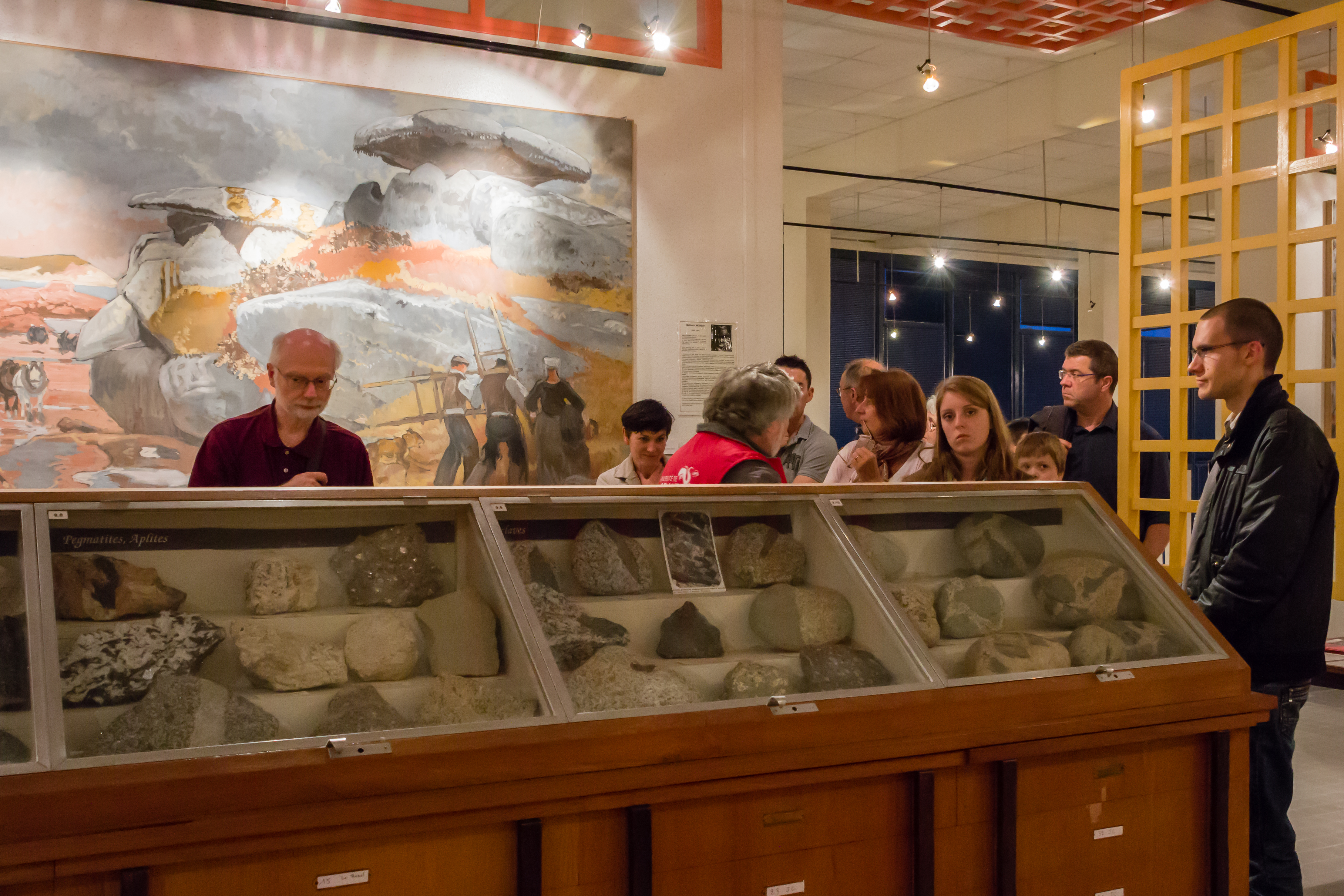
معارض المجموعات الجيولوجية.

تم إنشاء مجموعة جيولوجية في وقت مبكر من تاريخ كلية العلوم من المجموعات المأخوذة من مجموعة ماركيس دوروبان (marquis de Robien). قام الأستاذ الأول للجيولوجيا، جوزيف ماري إليزابيث دوروشر، بإثرائها بعينات من العصر الرباعيمن الحفريات في مونت دول (Mont-Dol) وقد أكملها خليفته سونيس في عام 1891، بمجموعاته الشخصية من العينات الصخرية من جنوب غرب فرنسا وقنفذ البحر، بالإضافة إلى الاستحواذ على عينات إنجليزية من العصر الجوراسي المبكر. أكمل فرناند كيرفورن (Fernand Kerforne)، الأستاذ من عام 1919، المجموعات بعينات إقليمية، وساعد في تسليط الضوء على المجموعات. كما سُمح بتكوين مكتبة جيولوجية، لا سيما من خلال إنشاء مجتمع جيولوجي ومعدني لبريتاني يستحوذ على ما بين 300 و400 عينة. واصل خليفته، إيف ميلون، أعمال التطوير بافتتاح معهد الجيولوجيا في عام 1937. ومع ذلك، فإن الزيادة السريعة في عدد الطلاب والباحثين بعد الحرب العالمية الثانية أعادت الكثير من هذه الأموال إلى احتياطيات المعهد، مما جعل الوصول إليها أكثر صعوبة. لم يكن الأمر كذلك حتى الانتقال إلى حرم بوليو الجامعي من عام 1966. ومع ذلك، اختفت العديد من العينات الرائعة نتيجة لهذه الخطوة، كما اختفت معظم الفهارس.

### التراث الفني

#### لوحات لماثورين مييهوت

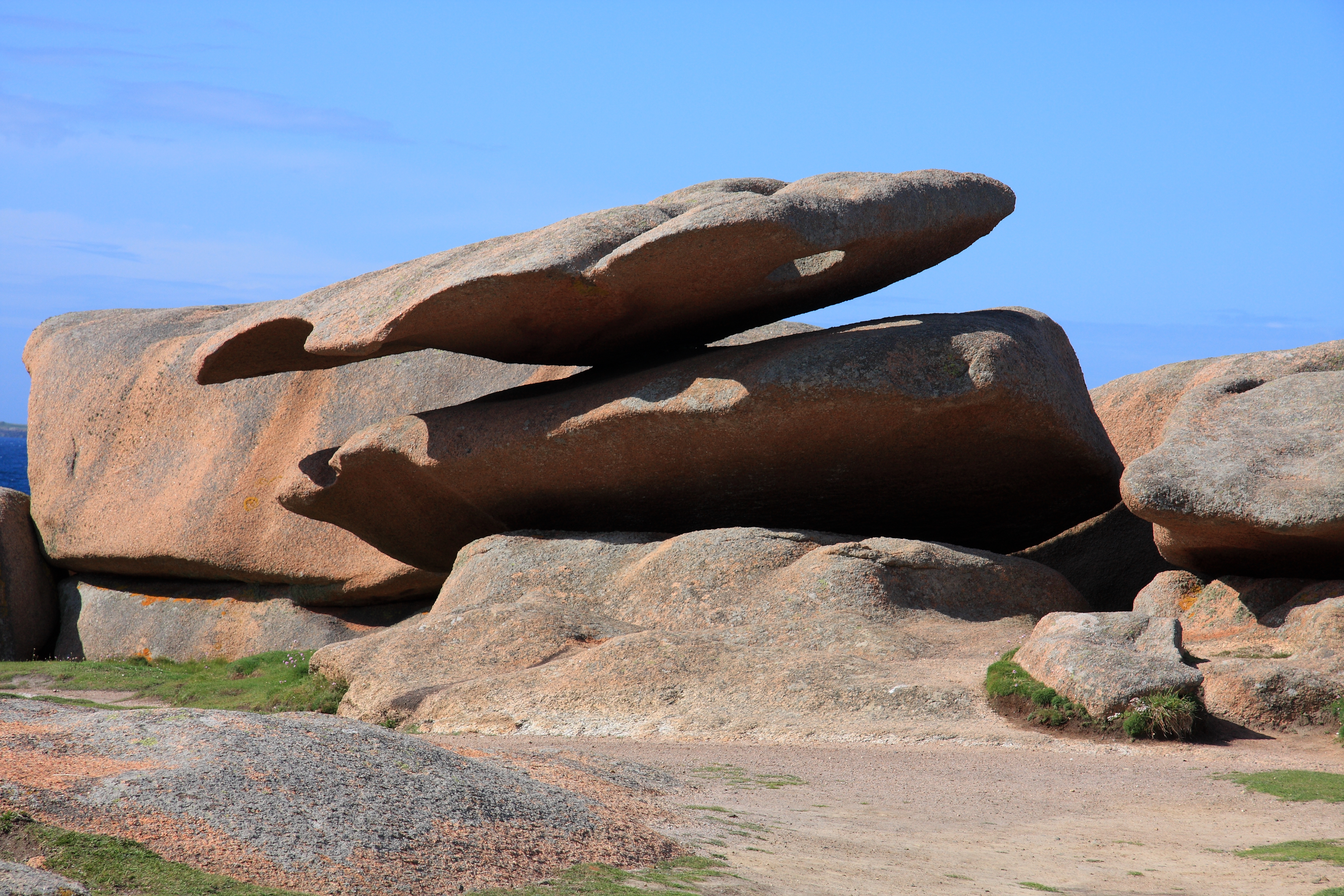
صخور Trégastel، أحد ملهمات ميهوت

بعد إنشاء معهد الجيولوجيا، قدم إيف ميلون طلبًا من الرسام البحري ماثورين ميهوت (Mathurin Méheut) للحصول على العديد من اللوحات الزيتية. تم توقيع الطلب في 27 نوفمبر 1941، ويغطي 25 لوحة باستخدام تقنية أحادية اللون. يتم توفير التمويل من خلال صندوق خاص يتم إنشاؤه لتزيين المباني الجديدة.
تبرز فيها ثلاثة مواضيع رئيسية، وهي تمثيلات الحياة البرية والبحرية الحالية والماضية، والمناظر الطبيعية المميزة للرحلات الميدانية، وتمثيلات أنشطة المعهد في الميدان وفي المختبرات. قام ماثورين ميهوت بعد ذلك بعمل عدة مجموعات ميدانية في تريغاستيل (Trégastel) أو بلومانش (Ploumanac'h) أو مونت دول (Mont-Dol)، بالإضافة إلى عدة زيارات إلى حديقة فانسين للحيوان Vincennes أو متحف التاريخ الطبيعي 

#### منحوتات لفرانسيس بيليرين
أثناء تشييد المباني الجديدة لكلية الحقوق، كان النحات فرانسيس بيليرين، الحاصل على جائزة روما، مسؤولاً عن إنجاز العديد من الأعمال داخل وخارج المبنى. في عام 1960 ألقى سلسلة من المنحوتات بعنوان «عثرة مستديرة» بالإضافة إلى العديد من اللوحات الجدارية، أحدها مرئي على جملون المبنى، يوضح مخطط الكلية، والآخر في الفناء. في العام التالي، سلم لأبنية الجامعة «أناسكوب»، وهي لوحة جدارية من النحاس والأردواز.

### التراث المطبوع والمخطوطات
توجد أكثر من 25,000 عمل قديم يعود تاريخها إلى القرن السادس عشر إلى عام 1914، محفوظة في مكتبات الجامعة الرئيسية الثلاث. مصدرها من المكتبة الأكاديمية القديمة والمكتبة القديمة لكلية الطب وتبرعات مختلفة. تضم المجموعات أيضًا أكثر من 700 مخطوطة حديثة من محفوظات ووصايا أساتذة وعلماء محليين سابقين، بما في ذلك مجموعة سلتيك.

## تأثير الجامعة

### الاجتماعية والثقافية

#### الثورة الفرنسية

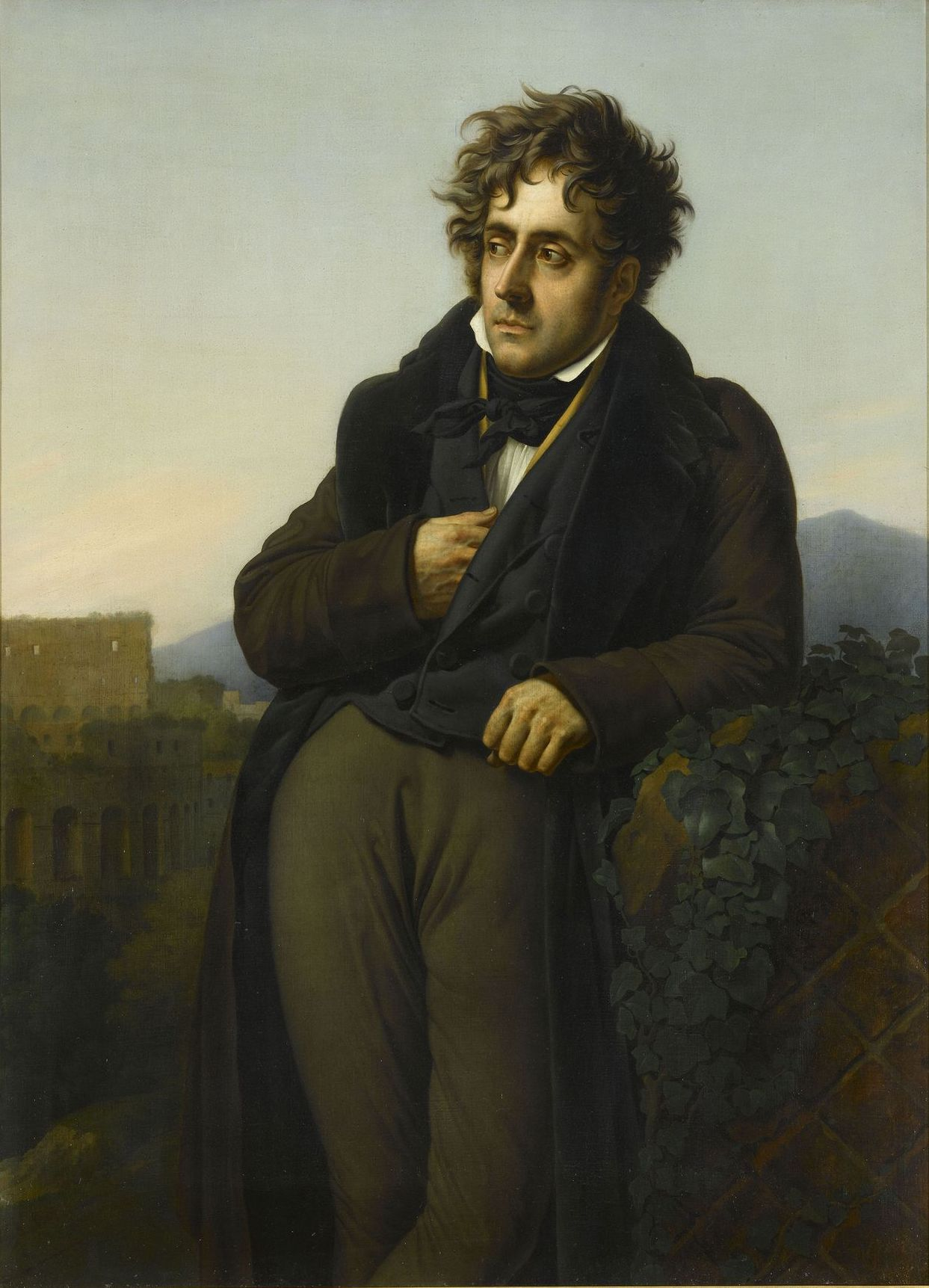
شاتوبريان، أحد النبلاء الذين واجهوا طلاب القانون من رين قبل وقت قصير من بدء الثورة الفرنسية.

لعبت كلية الحقوق، ولا سيما بعض طلابها، دورًا في عشية الثورة الفرنسية. تعد رين من أوائل المدن التي تعرضت للاضطراب. تم عقد مجالس المقاطعات من 27 ديسمبر 1788 في المدينة. في 26 يناير 1789، اندلعت اشتباكات بين صغار رين المدعومين بأيدي نواب وطلاب من كلية الحقوق. هذا الأخير، الذي طغت عليه، يجب أن يتراجع. في اليوم التالي، خلال ما كان سيأخذ اسم احتمالات وانتهاء اليوم، عاد المزيد من الطلاب. أسفرت الاشتباكات عن مقتل ثلاثة أشخاص. في 3 فبراير، بمبادرة من الجنرال المستقبلي جان فيكتور مورو، الذي كان طالبًا في ذلك الوقت، تم التوقيع على ميثاق داخل جدران الكلية يعلن تضامن شباب رين مع نظرائهم الذين جاءوا لدعمهم في 27 يناير (نانت)، مالوين...).
قدم أحد شهود ذلك الوقت، فرانسوا رينيه دوشاتوبريان، شهادة لاحقة عن هذه الأحداث في مؤلفه «مذكرات من برزخ القبر» (بالفرنسية: Mémoires d'Outre-Tomb):
 
| «                                                 | احتشدت الجموع في دير اليعاقبة في ساحة القصر. دخلنا، بالترتيبات التي رأيناها للتو، إلى قاعة الجلسة؛ لم نكد هناك حتى حاصرنا الناس. كانت أيام 25 و 26 و 27 و 28 يناير 1789 أيامًا غير سعيدة. كان للكونت دي ثيارد عدد قليل من القوات؛ كان زعيما غير حاسم وبلا قوة، تحرك ولم يتصرف. مدرسة الحقوق في رين، التي كان مورو على رأسها، كانت قد أرسلت شباب نانت؛ وبلغ عددهم اربعمائة ولم يستطع القائد رغم صلاته منعهم من اجتياح المدينة. في اتجاهات مختلفة، في ميدان مونتموران وفي المقاهي، قد وقعت تصادمات دموية (...) تلا ذلك مبارزات بين السادة وتلاميذ مدارس القانون وأصدقائهم من نانت. | » |
| — فرانسوا رينيه دوشاتوبريان, مذكرات من برزخ القبر | |   |

 
شارك المعلمون أيضًا في حلقات معينة من الثورة. أسس جان دينيس لانجوينيس، الذي يدرس في كلية الحقوق، مع إسحاق لو شابلييه، وهو طالب سابق بالكلية، نادي بريتون الذي كان سيصبح نادي اليعاقبة.
ظل الطلاب معاديين للملكية بعد عصر نابليون، والعديد من الحوادث بين الطلاب والجنود أثناء الترميم. تم الإبلاغ عن عدة مبارزات بين الخصوم في عامي 1821 ,1823، وآخرها قاتل للطالب كريسلر. أظهر المعلمون من كلية الحقوق أيضًا البونابارتية خلال المائة يوم، بعضهم منخرط بين اتحادات إيل وفيلان.

#### محاكمة دريفوس

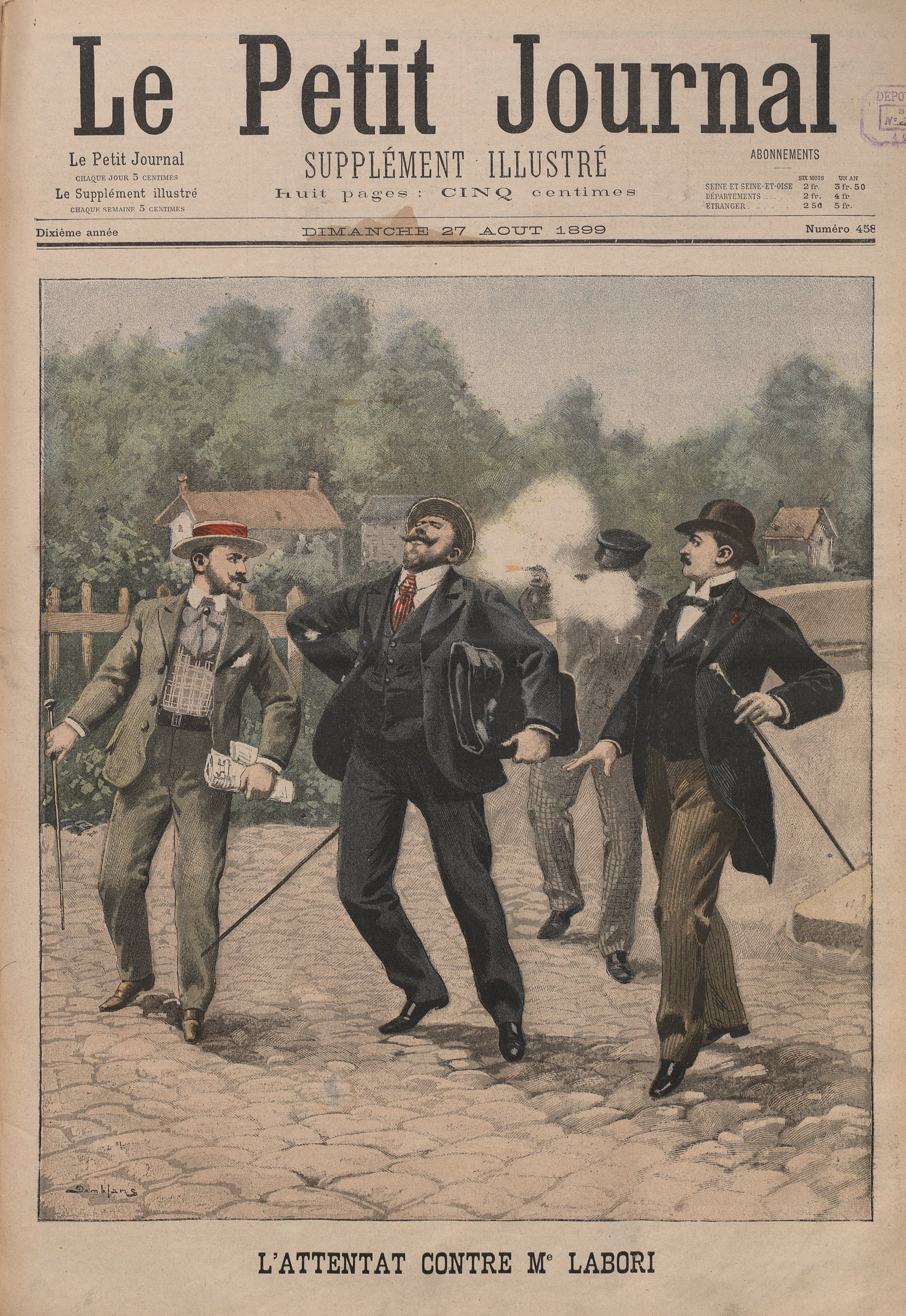
فرناند لابوري، بعد محاولة الاغتيال التي كان ضحيتها في 14 أغسطس 1899، تم إيداعه مثل جان جوريس مع فيكتور باش، أحد أساتذة كلية الآداب

أثناء مراجعة محاكمة دريفوس في عام 1899 في رين، كان الأكاديميون والطلاب حاضرين في معسكر دريفوسارد بالإضافة إلى معسكر دريفوسارد. ستحدث هذه المعارضة بعض الاضطرابات في المدينة أثناء إجراء المحاكمة.
قام أكاديميو دريفوس ببناء حركة رين. افتتح فيكتور باش، أحد أساتذة كلية الآداب، قسم رين في رابطة حقوق الإنسان، وهو القسم الإقليمي الأول خارج باريس. وسيصبح رئيسًا لها من عام 1926 حتى عام 1944. استقبل هذا الأستاذ جان جوريس في مقر إقامته في منطقة جروس شين عندما ذهب إلى رين أثناء المحاكمة، كما فعل محامي دريفوس فرناند لابوري بعد محاولة الاغتيال التي راح ضحيتها في 14 أغسطس 1899. شارك أكاديميون آخرون من كليات أخرى أيضًا في هذه الحركة، مثل هنري سي أو جورج دوتين الذي كان لا يزال في مجال الآداب، أو كافاليير في العلوم، أو جول أوبري وبلونديل في القانون. أكدت القضية التقارب بين هذه البيئة الجامعية والحركة العمالية الاشتراكية في جامعة رين.
الأفكار المضادة لدريفوس واضحة تمامًا بين طلاب جامعة رين. أظهر البعض عداءً معينًا تجاه معلمي درايفوس، وذهبوا أحيانًا إلى أبعد من ذلك حتى ظهروا تحت نوافذ بعضًا منهم مثل دوتان أو سيي، حتى أن نوافذ دراسته قد رُجمت بالحجارة. كما يوجد أساتذة معينون في هذا المعسكر، بما في ذلك أحد رؤساء رين، بودان، الأستاذ بكلية الحقوق، وصهر العمدة لو باستارد (Le Bastard).

#### تدريب كرة القدم
في فجر القرن العشرين، انتشرت ممارسة كرة القدم في بروتاني، واستوردها طلاب من جيرسي إلى منطقة سان مالو. وسرعان ما تم إنشاء فرق في مدينة رين. في 21 فبراير 1901، المباراة الأولى جمعت لاعبين من سان مالو ضد طلاب رين متحدين تحت اسم نادي رين لكرة القدم. بعد بضعة أسابيع، قام برنامج 20 مارس 1901، وخلق الطلاب السابقون ستاد رين، والنادي حيث تمارس ألعاب القوى أيضا. فاز نادي رين لكرة القدم الذي سمي فيما بعد ستاد رين بأول لقبين لبطل بروتاني لكرة القدم من عام 1903 قبل الاندماج في نادٍ واحد، نادي جامعة ستاد رين (Stade rennais université-club)، في 4 ماي 1904.

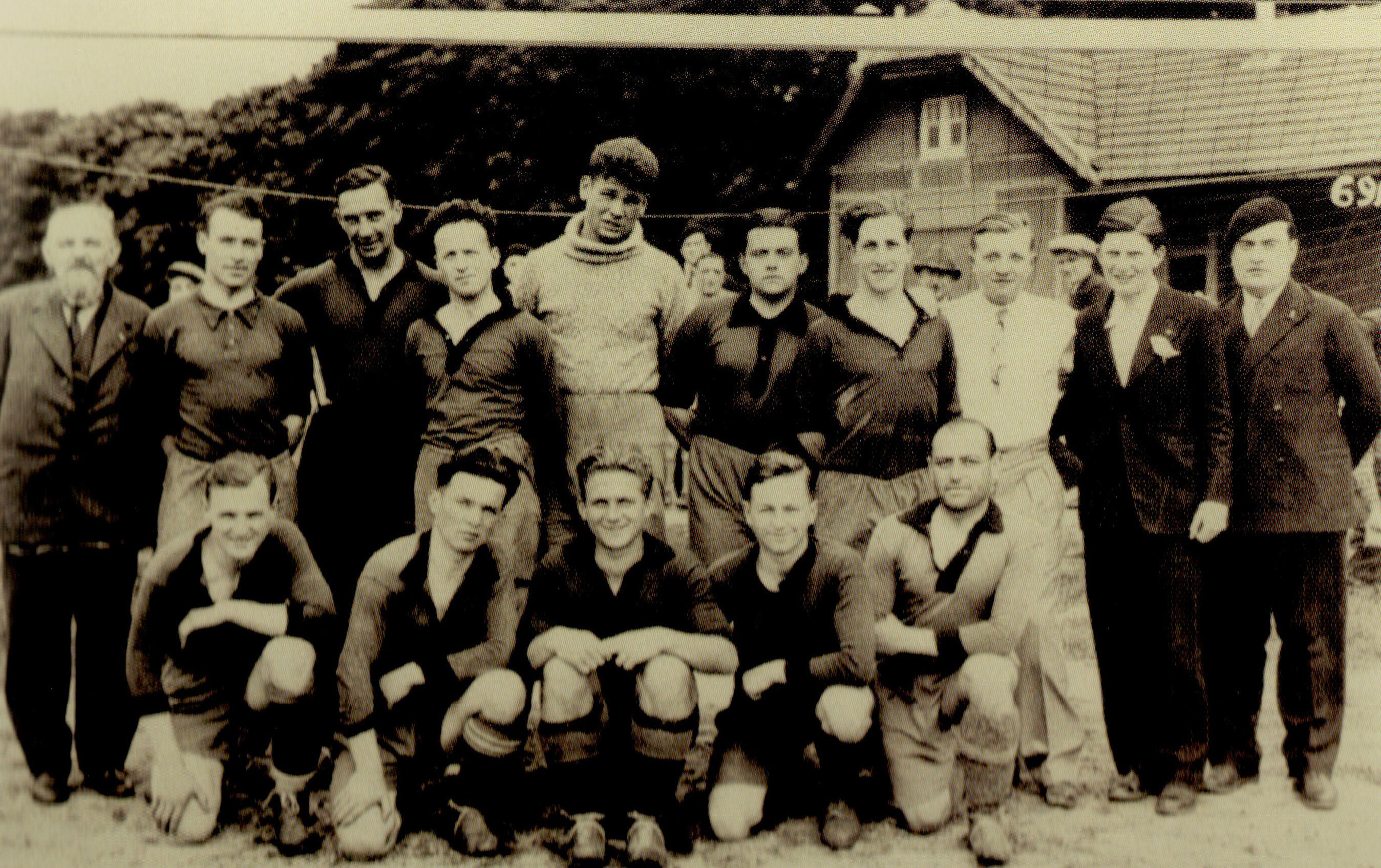
فاز فريق رين في نهائي بطولة الجامعات الفرنسية عام 1931 على مونبلييه.

على الرغم من اسمه وإضافة العديد من الطلاب، إلا أن نادي جامعة ستاد رين لم يكن يمثل نادٍ جامعي كما يجب. بهدف تلبية طلبات «اتحاد طلبة فرنسا»، الذي رغب في المشاركة في إنشاء مسابقاته الخاصة بأندية الطلاب حصريًا، أنشأت جامعة رين نادي تلاميذ رين (Rennes Étudiant Club) الذي ظهر أحيانًا، وخاصة بعد الحرب العالمية الأولى. ولكن في عام 1925، اختفى نادي تلاميذ رين مؤقتًا واستأنف نادي جامعة ستاد رين دوره في تمثيل عالم الطلاب في رين في الرياضة. في 13 ماي 1926، بينما فاز رين على نانسي في نهائي بطولة كرة القدم الجامعية الفرنسية، تم الاستغناء عن سبعة من لاعبي رين من أصل أحد عشر في نادي ستاد رين. بعد خمس سنوات، عندما فاز شباب رين على نظرائهم من مونبلييه ليحصلوا على لقب ثان، أصبحوا مرة أخرى سبعة من أصل أحد عشر لينضموا إلى نادي جامعة ستاد رين. من بينهم، نجد لاعب الدولي المستقبلي أدولف توفيت، طالب قانون سيصبح قاضيًا في محكمة العدل للجماعات الأوروبية ونائب رئيس الاتحاد الفرنسي لكرة القدم. ولكن أيضًا العديد من اللاعبين الأجانب مثل الألماني والتر كايزر، الذي تم تجنيده في نادي جامعة ستاد رين من قبل توفيت أثناء مباراة جامعية دولية، بعد أن أقنعه بالحضور لدراسة اللغة الفرنسية في رين، والذي أصبح في عام 1933 أول هداف في تاريخ بطولة كرة القدم الفرنسية المحترفة. كان الطلاب موجودين في المجال وأيضًا داخل الهيئات الإدارية لنادي جامعة ستاد رين، وبالتالي أصبح رئيس جامعة رين كولاس بولتييه نائبًا لرئيس نادي جامعة ستاد رين في عام 1925.
استأنف نادي تلاميذ رين أنشطته في عام 1932، بينما اعتمد قسم كرة القدم في نادي جامعة ستاد رين من جانبه وضعًا احترافيًا، كان هناك العديد من الطلاب الذين سيقودون بعد ذلك مسيرة مهنية ودراسات كرة قدم احترافية في نفس الوقت الجامعات من أجل ضمان إعادة تدريبهم. وهكذا يصبح وجود جامعة حجة رئيسية لجذب العديد من لاعبي كرة القدم الشباب إلى ستاد رين من جميع أنحاء الغرب. من بينهم ريموند كيروزوري، الذي كان لا يزال طالبًا في الفيزياء والكيمياء بينما ساهم في فوز ستاد رين في نهائي كأس فرنسا لكرة القدم عام 1971، ولكن أيضًا فيليب ريدون، طالب الصيدلة وأول هداف في تاريخ النادي في الكؤوس الأوروبية.
بعد سنوات قليلة من اختفاء جامعة رين في عام 1969، غير نادي جامعة ستاد رين اسمه في عام 1972، ثم أخذ قسم كرة القدم استقلاليته تحت اسم نادي ستاد رين. ومع ذلك، يستمر حضور الطلاب، منذ عام بعد ذلك، عندما فاز شباب النادي بكأس غامبارديلا الأول، عشرة من اللاعبين الثلاثة عشر الذين شاركوا في النهائي هم من الطلاب. بمرور الوقت، فإن الاحتراف المتزايد باستمرار لتدريب لاعبي كرة القدم الشباب، ولا سيما من خلال إنشاء مراكز التدريب، وتضخم رواتب اللاعبين المحترفين، سيضعان عائقًا كبيرًا لوجود الطلاب في فرق الأندية.

#### الحرب العالمية الثانية
شارك الطلاب في رين في عدة مراحل من الحرب العالمية الثانية. تم تشكيل لجنة مساعدة متبادلة مع الطلاب المستعبدين، مع توفير عبوات الطعام والملابس منذ بداية التجنيد الإجباري . يتم إرسال صحيفة اتحاد الطلاب بنفس الطريقة إلى الطلاب في الخطوط الأمامية. تم الترحيب بالموجات الأولى من اللاجئين في مايو 1940 في المحطة من قبل طلاب رين، وفي نفس الشهر 13,000 فرنك من قبل جمعية لجنة المساعدة المتبادلة. خلال الفترة المتبقية من الصراع، شارك العديد من أعضاء الشركات وجامعة رين في المقاومة، وتم ترحيل بعضهم. وهكذا شارك الطلاب في موكب 8 مايو عام 1945. كما نظم طلاب رين حملة لجمع التبرعات عندما دمرت مباني جامعة كاين عام 1944.
انخرط أعضاء هيئة التدريس أيضًا في المقاومة. وانضم عميد كلية العلوم إيف ميلون إلى شبكة جوني. تحت الاحتلال، كخبير إقليمي مسؤول عن قضايا إمدادات المياه، سافر إلى المنطقة، بما في ذلك في المنطقة الساحلية المحظورة. أتاح له ذلك التعرف على الإنشاءات التي تم تنفيذها في إطار جدار الأطلسي ونقل هذه المعلومات إلى الخدمات البريطانية. أصبح معهد الجيولوجيا أيضًا قاعدة مهمة للمقاومة: تعمل كمكان للاجتماعات السرية وكمخبأ للأسلحة. في ربيع عام 1944، نُظِّمت اجتماعات لجنة المقاطعات للتحرير.

### الجوانب الأكاديمية

#### تدريب الطلاب
في عام 1789، أصدرت كلية الحقوق 47 شهادة بكالوريا و 49 إجازة بالإضافة إلى شهادة دكتوراه. في الفترة من 1839 إلى 1881 أصدرت كلية الآداب حوالي 243 رخصة أدبية.
في الفترة 1840-1900، أصدرت كلية العلوم ثلاث شهادات دكتوراه في العلوم، وحوالي 281 رخصة في العلوم (بنسبة نجاح في الامتحانات 45.2 بالمائة)، و7521 بكالوريا في العلوم (بنسبة نجاح في الامتحانات 42.2٪ بالمائة).

#### النشر العلمي
في نهاية القرن العشرين، بدأت العديد من مكونات الجامعة في نشر المجلات للإبلاغ عن التقدم المحرز في أبحاثهم.
تعد كلية الآداب أول من أطلق منشورًا علميًا مع مجلة بروتاني السنوية (Annales de Bretagne)، والتي يبدأ إصدارها الفصلي في 20 ديسمبر. استلهمت من المنشورات الأخرى التي أطلقتها الكليات الفرنسية الأخرى في ذلك الوقت، بناءً على تعاليم سلتيك التي افتتحها جوزيف لوث قبل عامين، وبدعم من المفتش العام للتعليم العالي جولز زيلر وكذلك من قبل رئيس الجامعة الأكاديمية. كانت تهدف هذه المجلة إلى جمع مقالات من المعلمين والطلاب في هيئة التدريس، ولكن أيضًا من شخصيات خارجية، وموضوع دراستها هو بروتاني. وتلا ذلك مبادرات أخرى في القرن العشرين والتي نشرت في عام 1942 لمؤتمرات جامعة بريطانيا، وشاركت في نشر مجلة جغرافية من نورس وتحريرها، وعهدت إلى المطابع الجامعية بفرنسا بإصدار مجلة من كلية الآداب من رين، بالإضافة إلى الدستور من عام 1966 إلى طبعات كلينكسيك (Klincksieck) لسلسلة من معهد أرموريكان للبحوث التاريخية.
تابعت كلية الحقوق نشر الأعمال القانونية والاقتصادية لجامعة رين سنويًا اعتبارًا من عام 1906. تم اتخاذ قرار تطوير هذه المجموعة من قبل الكلية في عام 1905، وتم تمويلها من قبل مجلس الجامعة في نفس العام. وتولوا منشورات المعلمين وطلاب الكلية، بهدف نشرها خارج رين، ولكن أيضًا لتطوير أموال مكتبة الجامعة، بشكل مباشر أو غير مباشر. نظرًا لأن هذا المنشور لم يتم توزيعه تجاريًا، فإنه تم استخدامه بعد ذلك كورقة مساومة ضد منشورات الجامعة الأخرى من نفس النوع.

#### التعليم في بروتاني
ظهرت مسألة إنشاء قسم حضارة القِلْط في نهاية القرن التاسع عشر. في ذلك الوقت، تم افتتاح كراسي متخصصة في الخصائص المحلية في العديد من الجامعات الفرنسية، مثل كرسي الوالون في جامعة ليل، وكراسي اللغات الرومانسية في جامعات تولوز أو مونبلييه أو إيكس، فضلاً عن كراسي للتاريخ المحلي في بوردو أو نانسي. ثم يُطلب من أقسام بريتون الخمس توفير جزء من التمويل اللازم لافتتاح هذا القسم، وكان فينيستير في عام 1892 أول قسم يوفر التمويل، حتى 300 فرنك من أصل 3000 فرنك مطلوب. تم افتتاح الكرسي أخيرًا في عام 1903.
تم إثراء الأموال في عام 1904 من خلال تبرع بمخطوطات في بريتون من قبل أناتول لوبراز، تم جمعها بنفسه ومن قبل فرانسوا ماري لوزيل .
عندما فُتح قسم حضارة القِلْط، ساهمت أقسام بريتون الخمسة بما يصل إلى ثلث راتب الأستاذ. دعا رئيس الجامعة هؤلاء إلى زيادة تمويلهم في عام 1928 لمواجهة الزيادة في تكلفة المعيشة، ولكن فقط إيل وفيلان (إقليم فرنسي)، التي ضاعفتها بأربعة، واستجاب فنستير (إقليم فرنسي)، الذي ضاعف المبلغ لهذه الدعوة.

## الحياة الطلابية

### في ظل الإدارة القديمة
تأسست جمعية لطلاب الحقوق عام 1756. كان الهدف من ذلك ضمان الامتيازات التي حصل عليها الطلاب في 3 يوليو 1737 من برلمان بروتاني، ثم أكدها لويس الخامس عشر في 26 نوفمبر من نفس العام. تتضمن هذه الامتيازات في البداية ثلاثة عشر قبولًا مجانيًا سنويًا للعروض التي تُقام في المدينة، بالإضافة إلى زيارة أي ممثلة. وتضم في صفوفها طلابًا مثل تولييه أو جان فيكتور ماري مورو الجنرال المستقبلي للثورة.
يتبع دستور الجمعية العلاقة بين البرلمان والملك. وهكذا تم تعليقه من 1765 إلى 1767 عندما ألغى الملك المحاكم السيادية للمملكة ثم من 1772 إلى 1775 عندما اعتبرت امتيازات الطلاب مسيئة ثم أعادها لويس السادس عشر 
كما أن نقل كليات الحقوق إلى رين له تأثير على الحياة الطلابية في جامعات أخرى في المنطقة. شهدت جامعة أنجيه، حيث توجد دولة بريتون آنذاك، انخفاضًا في عدد طلاب بريتون، في حين أن افتتاح جامعة نانت كان له تأثير ضئيل على هذه الأرقام.

### تطور أصول الطلاب من مَلَكية يوليو إلى الجمهورية الثالثة
ظل الأصل الجغرافي لطلاب كلية الآداب مستقراً خلال الفترة 1839 - 1900، الطلاب القادمون من أقسام بريتون الخمسة يدورون حول 70 بالمائة من الإجمالي، قادمون من أقسام فرنسية أخرى حوالي 30 بالمائة والقادمين من الخارج تتراوح بين 1.27 بالمائة و 1.93 بالمائة من الإجمالي خلال الفترة. من بين الأقسام غير البريتونية، قدمت أربعة منها خلال الفترة بين 38.46 بالمائة و 53.28 بالمائة الطلاب: ماين وماين ولوار ومانش وسين.
من بين أقسام بريتون، يعد قسم إيل وفيلان هو القسم الذي يوفر أكبر عدد من الطلاب لكلية الآداب، حيث يمثل 26.16 بالمائة عند 20.48 بالمائة عن الفترة 1839 - 1900 . تليها لوار السفلى وكوت درمور، حيث قدمت السابقة ما بين 16.29 بالمائة و 13.41 بالمائة للطلاب، والثانية بين 15.41 بالمائة و 11.29 بالمائة الطلاب. يوفر موربيهان ما بين 8.35 بالمائة و 8.96 بالمائة للطلاب خلال هذه الفترة، وFinistère بين 6.45 بالمائة و 12.06 بالمائة من الطلاب. توفر أكبر تسع عشرة مدينة في بريتون ما بين 46.73 بالمائة و 58.31 بالمائة من الطلاب. كلما تقدمنا في الفترة 1839 - 1900، زاد عدد المدن الصغيرة التي توفر الطلاب.

### في ظل حكم الجمهورية الثالثة
ظهرت العديد من الحركات الطلابية خلال القرن التاسع عشر وتلت ثورات القرن ولكن دون مشاركة الطلاب كهيئة متكونة. لم يتم إنشاء جمعية طلابية، وهي الجمعية العامة لطلاب رين حتى عام 1887 في رين بهدف جمع الطلاب معًا.
كان هذا محدودًا في نطاقه فقط في العقود الأولى من وجوده، وقد ترك التسييس الناجم عن قضية دريفوس الجسم الطلابي منقسمًا. كانت عضوًا في الاتحاد الوطني لطلبة فرنسا عندما تم إنشاؤه في عام 1907. أعيد إطلاق الجمعية في عام 1919 بعد فترة من التعويم منذ عام 1910. تم إطلاق إحدى الصحف في عام 1920 وتم طبعها في مطابع ويست إكلير. تم استخدامه في وقت الإحالة للصحف الطلابية الفرنسية الأخرى، وأدرج في صفوفها بيير جاكيز هيلياس، المؤلف المستقبلي لكتاب «حصان الكبرياء» (Cheval d'orgueil). تم إطلاق مطعم طلابي تعاوني في عام 1927، بدعم مالي من الجامعة من عام 1935. كانت تضم ألف عضو في الثلاثينيات.
| «                                      | مع صديقي، الذي كان أخًا تقريبًا في ذلك الوقت، لويس لو سولليوز، وقليل من الآخرين، كنا مسؤولين عن جريدة "ألِف، الهيئة الطلابية"، أول صحيفة في العالم من حيث الترتيب الأبجدي. لقد جربنا قلمنا في جميع الأنواع، وأشهرها الهجاء، والتقليد والمحاكاة الساخرة (...). لقد قام أساتذتنا بتوبيخنا على هذه المشاغب خارج الجامعة دون الأخذ في الاعتبار أن هذه التدريبات كانت عملاً مربحًا بالنسبة إلى "الأدباء". | » |
| — بيير جاكيز هيلياس، الباحث عن الذاكرة | |   |

كانت العديد من الجماعات المسيسة حاضرة أيضا، بما في ذلك «مجموعة اشتراكية من طلاب رين» (groupe socialiste des étudiants rennais)، «الاتحاد الجمهوري» (union républicaine)، «سان إيف» (Saint-Yves)،  «اتحاد طلاب بروتاني» (fédération des étudiants bretons)، «الحركة الفرنسية» (Action française)، ولكن انضم معظمهم إلى الشركات وجريدة «ألِف» بعد الحرب العالمية الأولى. إن اللاسياسة التي ادعتها جريدة «ألِف» لم تمنعها، مع ذلك، من التصويت على إضراب في 3 مايو 1933 احتجاجًا على تجميد التجنيد لمدة عام في الخدمة العامة. يُعرف أيضًا نشيد بريتون (Bro gozh ma zadoù)، بالإضافة إلى لا بيمبولايز (La Paimpolaise). أو «الاستعادة» (Recouvrance)، ويتم غناء هذه الألحان من قبل طلاب هذه الجمعية خلال أنشطتها. كما شهد المناخ السياسي الأكثر قتامة في ثلاثينيات القرن الماضي اندلاع اشتباكات بين طلاب رين وكاميلوتس دو روا أو كروا دي فو في العقيد دي لا روك.

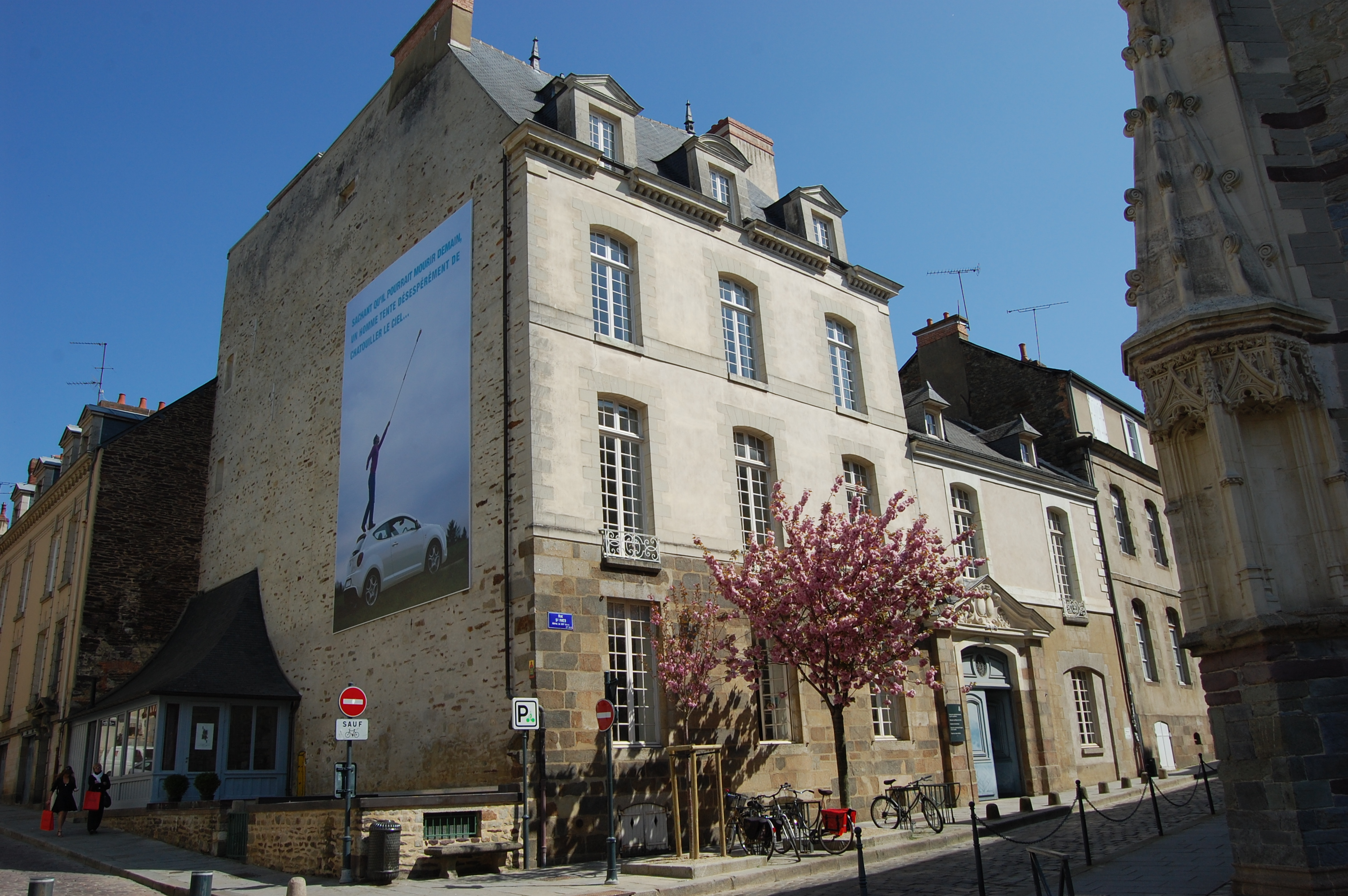
المبنى 14 شارع سان ايف

أطلق عمدة رين، جان جانفييه، مشروع منزل الطلاب في عام 1911. وعد الأخير في البداية الطلاب بمساحات في الطابق الثالث من الجناح الغربي لقصر التجارة، قبل أن يغير رأيه بعد الدمار الذي أعقب حريق هذا المبنى في يوليو 1911. انتقل الطلاب أخيرًا إلى آل أوتوال في شارع كَيالي الذي أصبح منزل الطلاب في عام 1912. تم إجراء أعمال التجديد في هذه الغرفة عام 1922، وتم الافتتاح في 5 فبراير 1922 بحضور رئيس البلدية. في عام 1926، استحوذ مجلس المدينة على مبنى في 14 شارع شانت إبف ثم جعله متاحًا مجانًا لجامعة رين. انتقلت إلى هناك في ديسمبر من نفس العام. تم التنازل عن المبنى في عام 1936 للجامعة بموجب ضمان أن الأخيرة ستترك استخدام المبنى للجمعية. استولى الساكن على المبنى في عام 1940 واضطر الطلاب إلى هجر المبنى.
أقيمت العديد من الفعاليات خلال ذلك العام، والتي نظمها الطلاب. أعيد إطلاق المونومال بعد الحرب العالمية الأولى، حيث جمعت 600 طالب في نسختها الأولى في 20 ديسمبر 1919، وتم تنظيمها سنويًا على مدار العقدين التاليين، ودائمًا في نفس الوقت في ديسمبر. ومع ذلك، فإن بعض هذه المونوميلات تقتصر على شركات معينة، ويتم الاحتفاظ بها في تواريخ أخرى. كما تعقد جلسات المعاكسات كل عام دراسي. ماردي غرا من تنظيم جريدة «ألف» من عام 1906، وهو مفتوح لجميع سكان رين. أعيد إطلاق هذه الاحتفالية بعد الحرب عام 1920. في الوقت نفسه، تساعد جمعية الطلاب في إعادة إطلاق مهرجان الزهور، وهو مهرجان نظمه التجار في نهاية شهر مايو، لكنه توقف أثناء الحرب.

### خلال الثلاثين سنة المجيدة

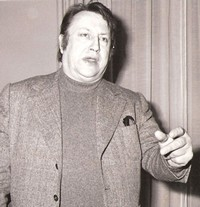
ريموند ديفوس، الأب الروحي لـ " كلية الفولكلور والعلوم المرحة "

أعاد الطلاب إطلاق جامعة رين في عام 1944، وتم تجديد معظم أنشطة ما قبل الحرب. وهكذا أعيد إطلاق موكب ماردي غرا بمشاركة الشاعر فرديناند لوب في عام 1946، أو في عام 1947 عرض الممثلة مادلين سولونيا . تنأى جامعة رين بنفسها عن الاتحاد الوطني لطلبة فرنسا من خلال لومها على موقفها التعاوني مع نظام فيشي، ومن خلال اغتنام الفرصة لإعادة التأكيد على عدم تسييسها. وهكذا ترفض الجمعية بعد الحرب المشاركة في عدة إضرابات وطنية.
تغيرت الأمور من 1952 إلى 1953 مع الاستيلاء المؤقت على جامعة رين من قبل «مينو»، في نوفمبر 1953 شارك لأول مرة في إضراب إلى جانب المعلمين، وفي عام 1954 بموقف رسمي ضد حرب الهند الصينية أثناء رئاسة ميشيل دينيس، الرئيس المستقبلي لجامعة رين الثانية. في الوقت نفسه، كان على جامعة رين مواجهة «الكاثو» (la Catho) التي كان لديها ألف عضو في عام 1953 ، ويرجع ذلك جزئيًا إلى تراجع أنشطتها الفولكلورية، حيث ألغى المكتب موكب ماردي غرا لعام 1953 «مينو».
ستستمر الأزمات السياسية في اختراق مشهد رين. تأثر المجتمع الطلابي في رين قليلاً بالحرب الجزائرية بين عامي 1956 و1959، وانقطعت جامعة رين بشكل متزايد عن قاعدتها في هذه الفترة، لكن إنشاء التجنيد الإجباري للطلاب في أغسطس 1959 هو لعبة- المغير. لكن المواقف التي اتخذتها الاتحاد الوطني لطلبة فرنسا بشأن مسألة استقلال الجزائر أثارت ضجة في رين، وفي مارس 1960، أعاد الطلاب الوسطيون والكاثوليك بطاقات الاتحاد الوطني لطلبة فرنسا الخاصة بهم إلى جامعة رين . تم تأكيد الانخفاض في عضوية اتحاد الطلاب في السنوات التالية، حيث انخفض عدد الأعضاء من 4500 في عام 1961 إلى 1700 في عام 1964، وهو ما يمكن تفسيره بالأزمات داخل «الطلاب المسيحيون الشباب» و«اتحاد الطلبة الاشتراكيين». ونشرت الصحيفة آخر عدد لها عام 1962. تم إعادة إطلاق جامعة رين في ديسمبر 1964 كجزء من حركة «اليسار الأكاديمي»، وباع جامعة رين حوالي 1 500 بطاقة في هذا الوقت، لكن وضع جامعة رين تدهور مرة أخرى من عام 1965 وحتى عام 1968 وارتبط بانخفاض مستمر في عضويته وتزايد العداء من النقابات العمالية المعلم تجاهه.
في بداية الستينيات، تم إحياء الأنشطة الاحتفالية من خلال حدث جديد أقامه الوزير المستقبلي لويس لو بينسيك كجزء من «كلية الفولكلور والعلوم المرحة». تأسست جمعية الطلاب هذه من خلال وضع خيالي لحجر الأساس على شاحة مارس الحالية. الممثل الكوميدي ريموند ديفوس الذي تم الاتصال به للعمل كراعٍ لهذه الكلية يسافر إلى رين للمصادقة على رعايته. يقتصر عدد أعضائها على 41 ويجب أن تدافع عن أطروحة في الضحك العام، ويتم نشر بعضها في جريدة «ألف»، لا يزال نشطًا في ذلك الوقت. تم تنظيم سباق بين رين ومدينة سيسون سيفيني المجاورة، وفي عام 1961 دعا رئيس الأكاديمية الطلاب للمشاركة بشكل أكبر.

### الطلاب الأجانب

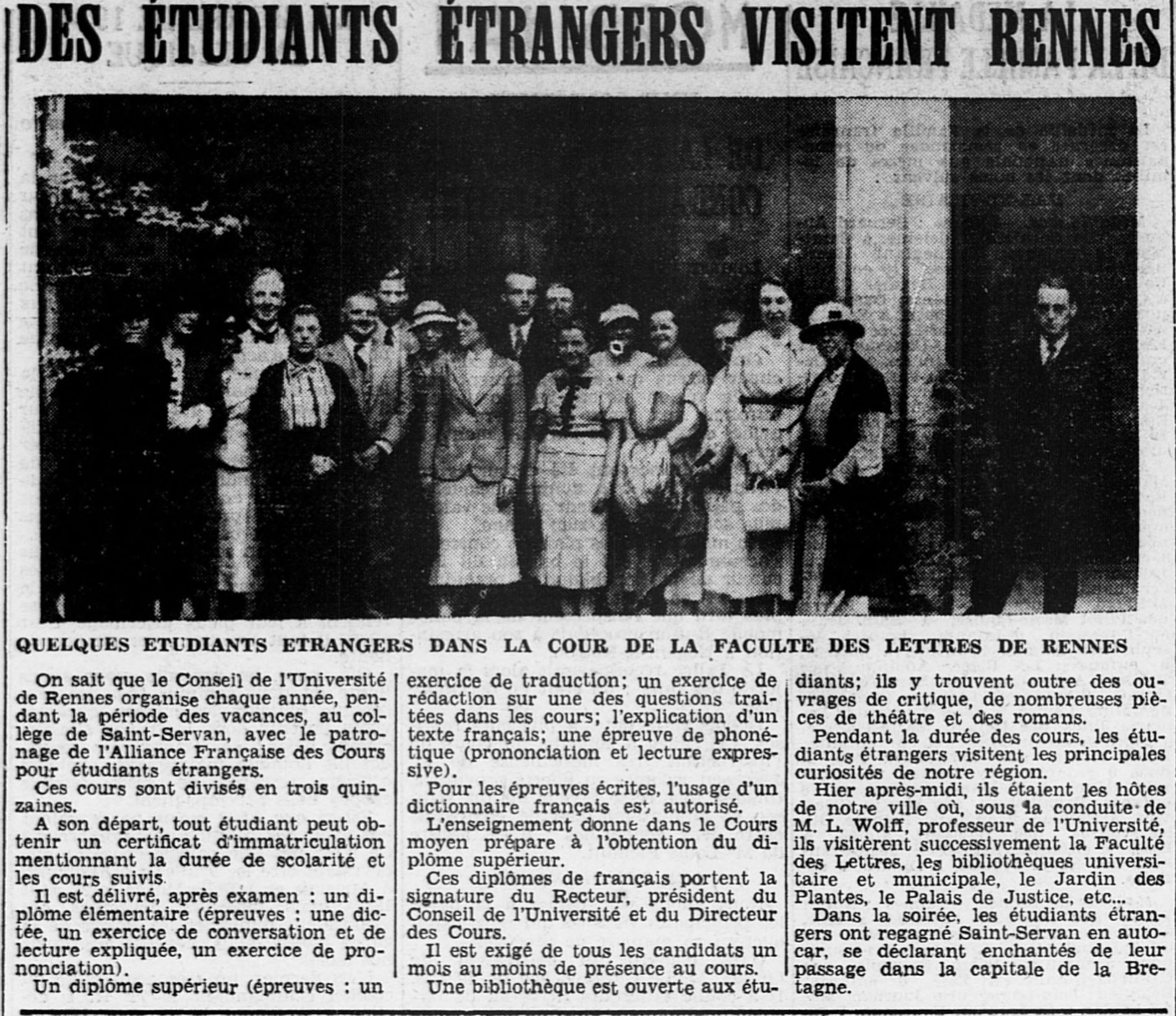
الطلاب الأجانب يأخذون دروسًا في اللغة الفرنسية في صيف عام 1937.

تقدم الجامعة دورات في اللغة والحضارة للطلاب الأجانب من قرار وزاري لعام 1902 يخول كلية الآداب إصدار دبلومات فرنسية باسمها. ثم يتم تقديمها في البداية خلال فصلين دراسيين في رين، بمجلد أسبوعي يبلغ ثلاثة عشر ساعة، أو خلال العطلة الصيفية في أغسطس وسبتمبر في سان مالو.
بعد الحرب، كان عدد الطلاب الأجانب ملحوظًا في أعدادهم. الصرب يبلغون من العمر 35 عامًا لمتابعة الدورات منذ عام 1918 لكنهم عادوا في صيف عام 1919 في يوغوسلافيا . الأمريكيون مائة في نفس التاريخ. كان أحدهم، لورانس، أحد نواب رئيس جامعة رين في عام 1919.
كما تم إرسال مجموعات عديدة من الطلاب الصينيين إلى كلية الآداب من قبل حكومة جمهورية الصين الشعبية منذ عام 1964 لتعلم اللغة الفرنسية. المجموعة الأولى ضمت 62 طالبًا وغادرت رين في يناير 1967. كانت رين في ذلك الوقت أول مدينة فرنسية تستقبل طلابًا من هذا البلد في جامعتها بعد استئناف التبادلات بين البلدين.
في عام 1962 كان عدد الطلاب الأجانب 299، وارتفع إلى 469 في عام 1965، منهم 250 لكلية الآداب وحدها.

## الشخصيات ذات الصلة

### المعلمون

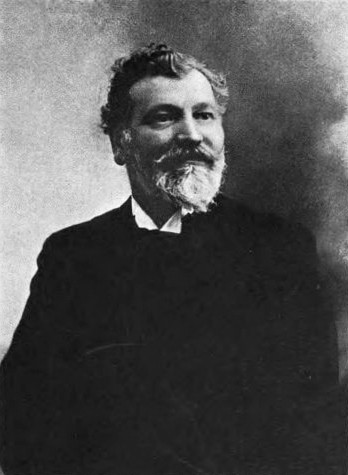
كاتب الفولكلور البريتوني أناتول لو براز، أحد المعلمين في كلية الآداب

كان بالجامعة في صفوف هيئة التدريس العديد من رؤساء بلديات رين، مثل تيوفيل بيدارد، عمدة من 1870 إلى 1871، كارل باهون، عمدة من عام 1925 إلى عام 1929، إيف ميلون من عام 1944 إلى عام 1947، ثم مرة أخرى من عام 1947 إلى عام 1953، هنري فريفيل، عمدة من 1953 إلى 1977، وأخيراً إدمون هيرفي، عمدة من 1977 إلى 2008.
كانت العديد من الشخصيات السياسية أيضًا أعضاء في هيئة التدريس بالجامعة، مثل الوزراء جاك جوزيف كوربيير، وزير الداخلية من 1821 إلى 1829، لويس جريفارت، وزير الزراعة والتجارة من 1874 إلى 1875، لويس لو بينسيك، الملحق بالعديد الهيئات من عام 1981 إلى عام 1997، أو أليس سونييه-سييت وزير جامعات من عام 1977 إلى عام 1981، أو كما جول باسديفان، رئيس محكمة العدل الدولية، أو كاترين لالومييري ، وزير الشؤون الأوروبية منذ عام 1984 إلى عام 1986 والأمين العام لمجلس أوروبا من 1989 إلى 1994.
كما احتوت الجامعة في صفوفها على أكاديميين مثل عالم الطبيعة فيليكس دوجاردان، الجغرافي ورئيس الاتحاد الجغرافي الدولي (Union géographique internationale) إيمانويل دي مارتون، والأكاديميون جان دينيس بريدين، ولويس جوبين، وفيرمين لافرير، وموريس لو لانو، وتشارلز مورين، ويوجين دارموا. وأعضاء أكاديمية النقوش والآداب (Académie des inscriptions et belles-lettres) مثل المؤرخين جان ديلومو ، وجان فافييه، وجوزيف لوث، ورؤساء الجامعات أو المدارس الكبرى مثل الهيليني ومدير المدرسة العليا العليا جان بوسكيه، والرؤساء من جامعة رين الثانية رينيه ماراش وميشيل دينيس، عالم السوفييتات ورئيس جامعة باريس الثامنة كلود فريو، ومدير المدرسة الوطنية للإدارة ريموند فرانسوا لو بريس.

### الطلاب
تميز العديد من الطلاب السابقين في كليات رين أنفسهم، وهذا في عدة مجالات.

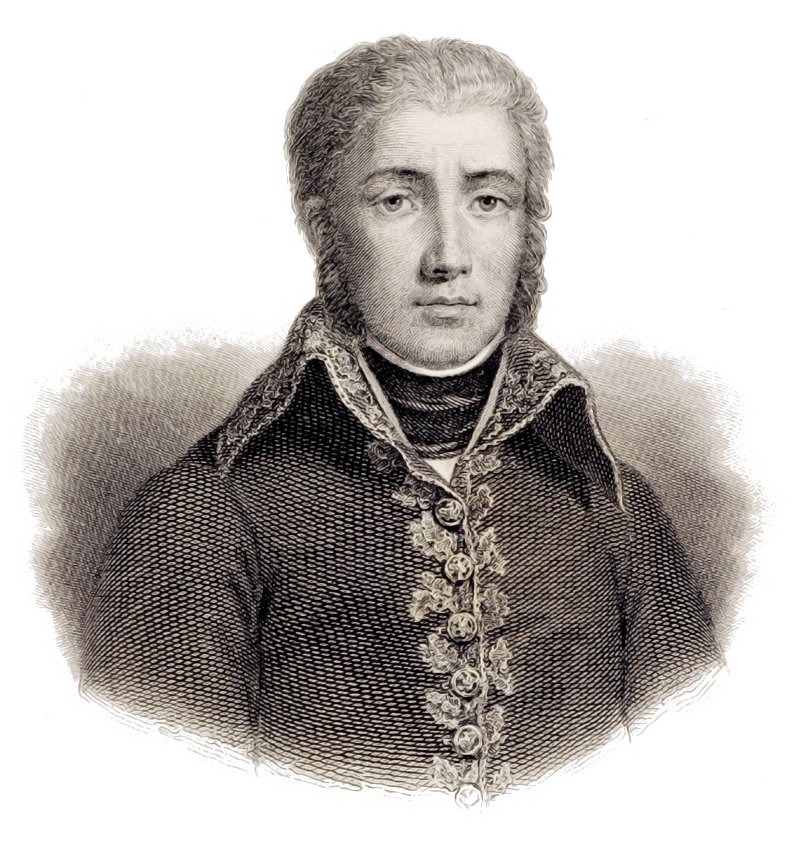
جنرال الإمبراطورية جان فيكتور مورو، طالب بكلية الحقوق قبل الثورة

ضمت الجامعة وزراء سابقين بين الطلاب مثل جاك جوسيف كوربييري (Jacques-Joseph Corbière)، وزير الداخلية من عام 1821 - 1828، فيليكس مارتن فوييه (Félix Martin-Feuillée)، وزير العدل تتراوح بين عام 1883 إلى عام 1885 ، ايفون بورجيه، وزير الدفاع، لويس غريفار (Louis Grivart)، وزير الزراعة والتجارة في الحكومة إرنست كورتو دي سيسي، لويس لو، وزير في العديد من الحكومات في الثمانينيات والتسعينيات، ماريليس ليبرانشو، وزير العدل في الحكومة ليونيل جوسبين ، أو تشارلز جوسلين ، الوزير المنتدب لدى وزير خارجية حكومة ليونيل جوسبان .
ميّز بعض الطلاب أنفسهم كمقاتلين في عدة نزاعات، مثل جان فيكتور ماري مورو، الجنرال الفرنسي للثورة والمارشال الروسي، والعقيد ريمي، المقاوم ورفيق التحرير، السير نورمان بوتوملي ، قائد القوات الجوية مارشال سلاح الجو الملكي والقائد العام لقيادة القاذفات الجوية الملكية في عام 1945.
كان الطلاب الآخرون أعضاء في الأكاديمية الفرنسية، مثل فيليكس جوليان جان بيجوت دي بريامينيو ، انتخب عام 1803، لوكونت دي ليسلي، انتخب عام 1886، أو حتى ميشيل موهرت، انتخب عام 1985. كان آخرون مثل جورج مارصي أعضاء في أكاديمية النقوش والآداب .
يوجد بالجامعة أيضًا أكاديميون مثل ريموند فرانسوا لو بريس، مدير المدرسة الوطنية للإدارة من 1995 إلى 2000، أو الفيلسوف بول ريكور، عميد جامعة نانتير.
كما درس شخصيات أجنبية في جامعة رين، مثل روبرت جي نيومان، سفير الولايات المتحدة، أو كاسيمير أويي مبا، رئيس وزراء الجابون .
شخصيات من الفنون والصناعة مثل إيف تيبو دي سيلجي، عضو المفوضية الأوروبية ورئيس مجموعة فينشي، أو بيير جاكيز هيلياس، مؤلف كتاب «حصان الفخر» (Cheval d'orgueil) ورئيس هيئة الطلاب في الآداب، أو Louis-Ferdinand Céline ، مؤلف كتاب سفر إلى آخر الليل، درس أيضًا في الجامعة.

### الأطباء الفخريون
منحت الجامعة في عدة مناسبات لقب الطبيب الفخري لشخصيات أجنبية. أقيم الحفل الأول في عام 1919 ولكن لم تتم متابعته حتى عام 1947، عندما منحت الجامعة هذا اللقب كل عام لعدد قليل من الشخصيات الأجنبية، سواء أكانوا أكاديميين أو سياسيين أو فنانين،

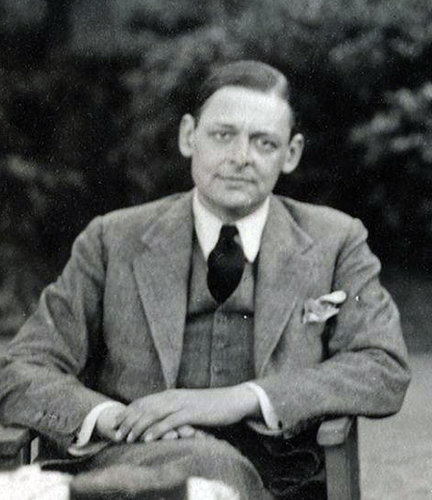
إليوت، حاصل على جائزة نوبل للآداب عام 1948 ودكتوراه فخرية من الجامعة عام 1951

من بين الأكاديميين الأوروبيين، هناك عدة دول ممثلة. وليام غروفيد لجامعة كارديف، وجرين من جامعة كامبريدج، ورو من جامعة أبردين في عام 1947، وفيمينستر في أبردين في عام 1949، ثم و. ب. كينغ لجامعة كامبريدج في 1951، نيفيل من جامعة غلاسكو وفروليخ من جامعة ليفربول في 1955، وورتلى من جامعة مانشستر في 1956، ثم كوك من جامعة إكستر وجوان روبنسون من كامبريدج في 1959، هي من بين الفائزين الإنجليزية . سيمون ساسيراث من معهد الدراسات العليا في بروكسيل في 1948، لو شوفالييه براس من جامعة لييج في 1950، دي فيسشاك من الجامعة الكاثوليكية في لوفان في 1952، فريدريك من جامعات بروكسل وغنت في 1953، غانشوب أن من غنت في عام 1956، كان دالكك من بروكسل في عام 1957، ثم فيرسوتيرن من جامعة لييج في عام 1958 من بين الأكاديميين البلجيكيين الحاصلين على جوائز. ماثي ل جامعة لوزان في 1952، يوشيا برون بلانكات، بريفتدوزنت من البوليتكنيك في زيوريخ في 1953، وفراي ويسلنغ هذه المدرسة نفسها من عام 1954 من بين أصحاب السويسري. كما أحصت دول أوروبية أخرى ممثلين مثل بوريفوخ ميلوجفيك من جامعة بلغراد عام 1947، ولومبارد من جامعة لوند عام 1950، أو بيليجريني من جامعة فلورنسا عام 1952، أو هوكل من معهد توبنغن للصيدلة عام 1959.
كما تم تمييز الأوروبيين الآخرين العاملين في مجالات أخرى من النشاط، مثل جان جرافن عام 1949، قاضٍ في محكمة التمييز بجنيف، إدوين موير عام 1949، مدير المعهد البريطاني في روما، تي إس إليوت عام 1951، جائزة نوبل للآداب في عام 1948، أو مرة أخرى كلافنباخ في عام 1959، من الأكاديمية الألمانية للعلوم والنقوش اليونانية.
تم الاعتراف بالأكاديميين الأمريكيين، مثل أسقف جامعة كورنيل وكابين من جامعة بوفالو عام 1948، وأدريان بوليوت، عميد كلية العلوم بجامعة لافال عام 1950، روجير شيرمان لوميه حصل على درجة الدكتوراه من جامعة كولومبيا عام 1951، ومارستون مورس من جامعة برينستون عام 1953، خاوة كروز كوستا من جامعة ساو باولو في عام 1957، أو كورنيلس دوكيويت رئيس جامعة روتشستر عام 1957. كما لوحظت شخصيات أمريكية أخرى، مثل جيمس هازن هايد عام 1920.
فيما يتعلق بأفريقيا، تمت مكافأة فيليكس هوفويت بوانيي، أول رئيس لجمهورية كوت ديفوار.

## الهوية البصرية
استخدمت مكونات الجامعة مرئيات في عدة مناسبات لتمثيل الجامعة دون أن تعترف بها الجامعة. على سبيل المثال، في عام 1906، استخدمت كلية الحقوق في طبعتها الأولى من الأعمال القانونية والاقتصادية لجامعة رين شعار النبالة الذي يتضمن شعار نبالة رين والبريتوني، ولكن دون أن يتكرر هذا في ما يلي طبعات.
حصلت الجامعة على الختم في الستينيات، بتحريض من رئيس الجامعة هنري لو موال، آخر مستشار للجامعة. هو تبديل لشعب قلط فاليرا البرونزية يصور ثلاثة سمندل الماء، واكتشفت أثناء التنقيب في موقع كيرليان في بلونيفونتيفي فينيستير.
يرمز ترتيب هذه الأسماك ذات الشكل النجمي إلى الولاء (صورة النيوت)، والتضامن (ترتيب سمندل الماء التي تراقب مؤخرة بعضها البعض)، والثقة في المستقبل (ترتيب النجوم). استمر استخدام هذه الصورة المرئية من قبل جامعة رين 1 حتى صيف 2005، عندما قامت بتبسيط هذه الصورة المرئية لتحتفظ فقط بالصورة المفردة للنيوت.

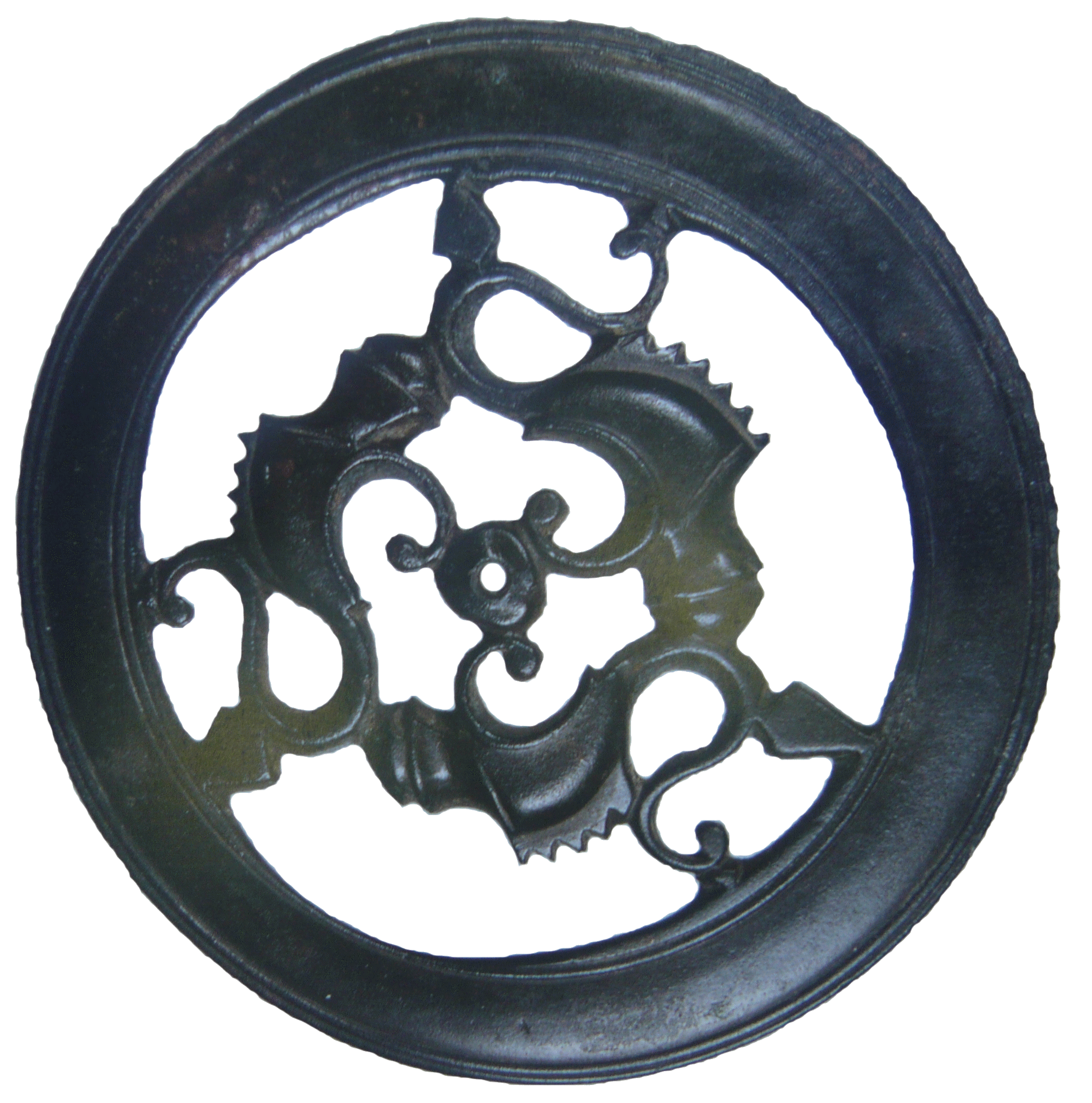
الفالير الذي كان مصدر إلهام للشعار الذي تبنته الجامعة في الستينيات